# Musée national de Varsovie

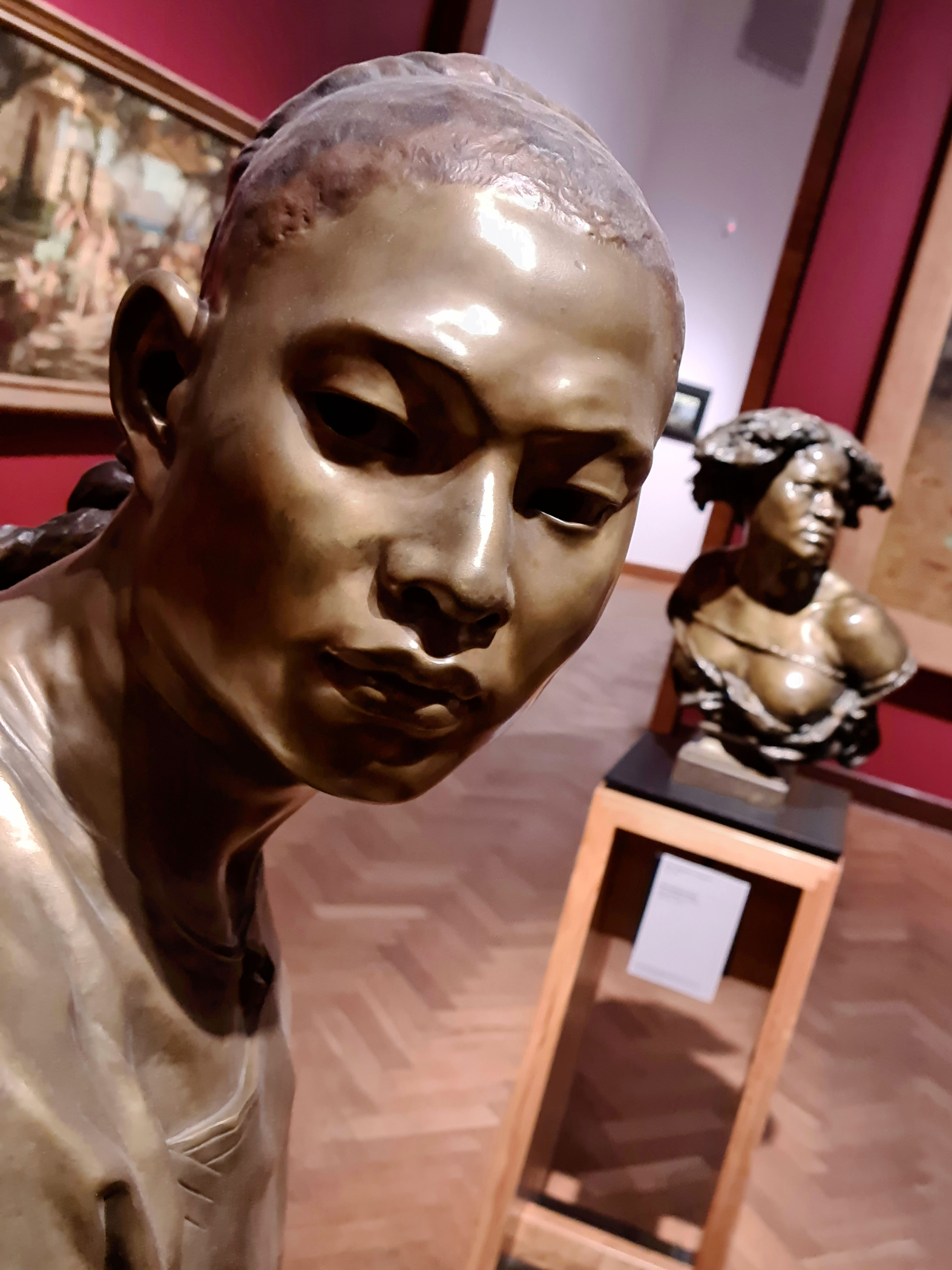
Sculpture Le Chinois de Jean-Baptiste-Carpeaux

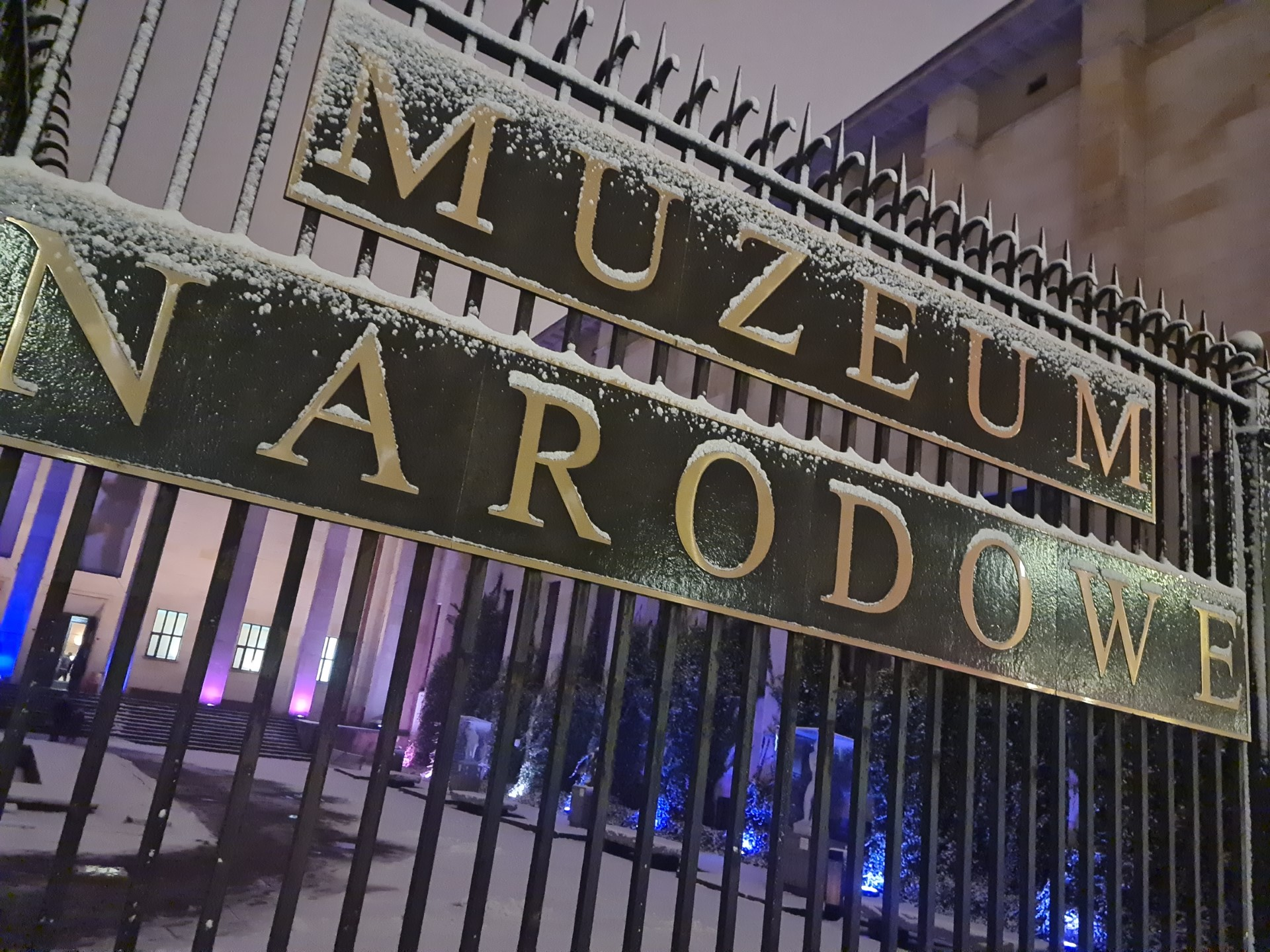
Portail principal du musée enneigé

Le musée national de Varsovie (en polonais : Muzeum Narodowe w Warszawie), abrégé officiellement MNW, est un musée national à Varsovie, l'un des plus grands musées en Pologne et le plus grand dans la capitale. Il abrite une riche collection d'art ancien (égyptien, grec, romain), comptant environ 11 000 pièces, une vaste galerie de peinture polonaise depuis le xvie siècle et une collection de peinture étrangère (italienne, française, flamande, néerlandaise, allemande et russe) y compris quelques peintures de la collection privée d'Adolf Hitler, cédée au musée par les autorités américaines dans l'Allemagne d'après-guerre. Le musée abrite également des collections numismatiques, une galerie d'arts appliqués et un département d'art oriental, avec la plus grande collection d'art chinois en Pologne, comprenant environ 5 000 objets.
La galerie Faras abrite la plus grande collection européenne d'art chrétien nubien et la Galerie d'art médiéval expose des objets provenant de toutes les régions historiquement associées à la Pologne, complétée par une sélection d'œuvres provenant d'autres régions d'Europe.

## Histoire
Le musée national de Varsovie existe depuis le 20 mai 1862 d'abord sous le nom de musée des Beaux-Arts de Varsovie. Il prend le nom de musée national de Varsovie en 1916, à la suite de la fusion de différentes musées et institutions culturelles.

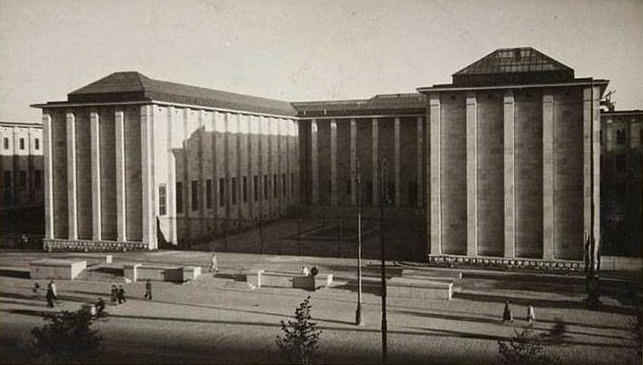
Façade principale du Musée national, 1938

Le bâtiment de l'avenue de Jérusalem, conçu par Tadeusz Tołwiński (de) (le musée était avant situé Ulica Podwale 15), a été construit entre 1927 et 1938. En 1932, une exposition d'arts décoratifs ouvrit dans les deux ailes les plus anciennes du bâtiment. Un nouveau bâtiment fut inauguré le 18 juin 1938. L'édifice moderniste était situé le long du Parc Na Książęcem, établi entre 1776 et 1779 pour le prince Kazimierz Poniatowski (en). À partir de 1935, le directeur du musée est Stanisław Lorentz, il a oeuvré pour sauver les œuvres d'art les plus précieuses pendant la Seconde Guerre mondiale.
Durant la guerre, le bâtiment a été endommagé et la collection pillée par les soldats allemands. Après la guerre, le gouvernement a retrouvé beaucoup des œuvres saisies, même si 5 000 œuvres restent perdues. De nombreuses œuvres d'art de provenance incertaine ou inconnue et nationalisées par les autorités imposées par les Soviétiques (provenant par exemple des dépôts d'art d'Allemagne nazie dans les « territoires récupérés » par la Pologne, à Kamenz, Karthaus, Liebenthal et Rohnstock) ont aussi été incluses dans les collections du musée comme soi-disant « propriété abandonnée » par les décrets et lois de 1945, 1946 et 1958. Actuellement[Quand ?], la collection du musée national de Varsovie contient plus de 830 000 œuvres, exposées de façon permanente dans de nombreuses galeries, comme la galerie Faras du professeur Kazimierz Michałowski ou des galeries consacrées à l'art ancien, à l'art médiéval, à la peinture, à l'art décoratif et à l'art oriental, ainsi que lors de nombreuses expositions temporaires.
En 2008, la « Mission Archéologique Polonaise Tyritake du Musée National de Varsovie », dirigée par Alfred Twardecki, conservateur de la Galerie d'art ancien, a commencé à Tyritake (en), en Crimée. En 2010, le Musée national est un des premiers établissements publics dans le monde à avoir organisé une exposition entièrement consacrée à l'art homoérotique - Ars Homo Erotica. Depuis la rénovation de 2011/12, le musée est également considéré comme l'un des plus modernes en Europe avec éclairage LED permettant de mettre en valeur les qualités uniques de chaque œuvre d'art.

## Galeries permanentes

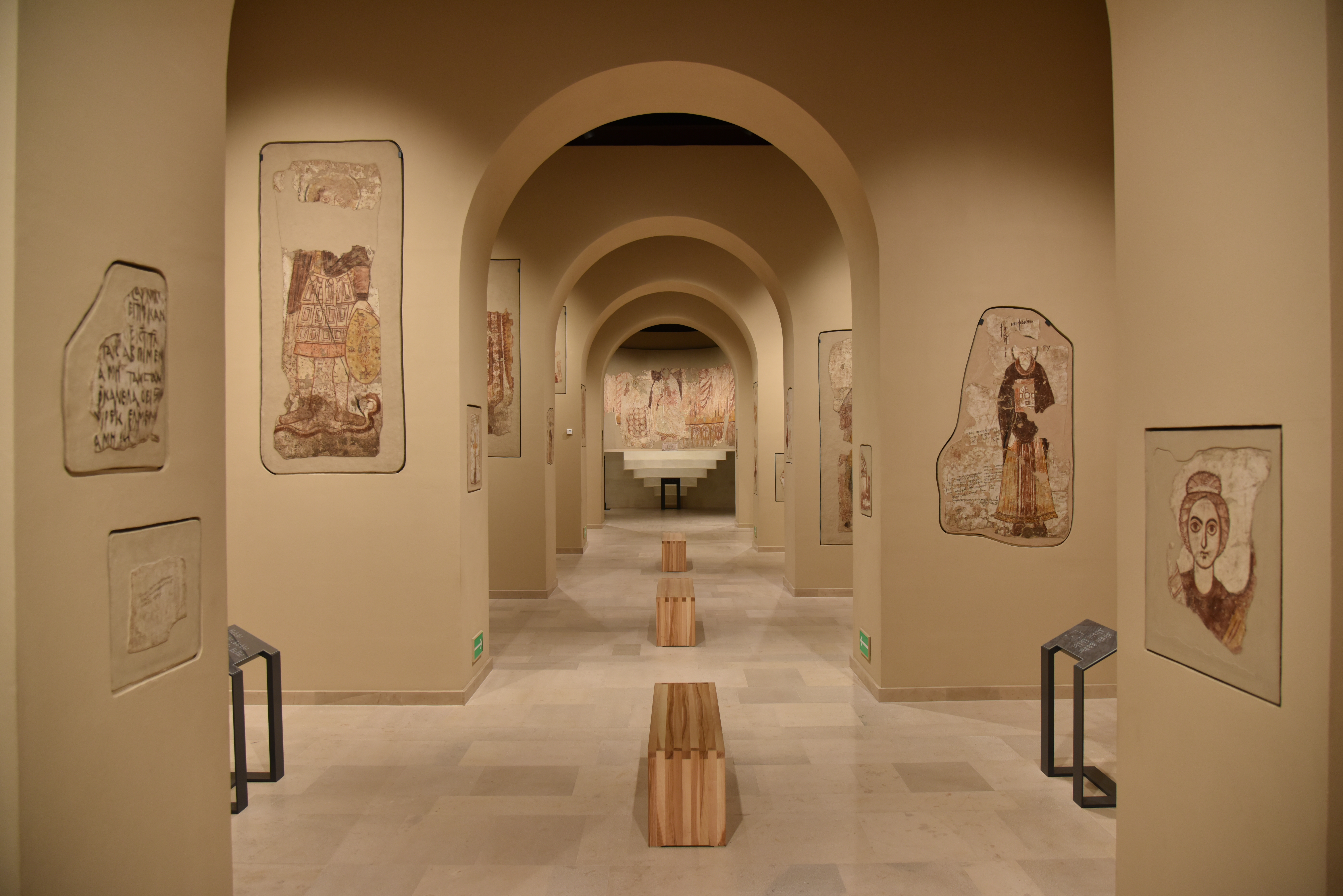
Galerie Faras

En 2012, les galeries permanentes ont subi des changements révolutionnaires. Les conservateurs du musée les ont réorganisées et complétées par des œuvres de ses entrepôts. Les peintures n'étaient pas suspendues chronologiquement, mais thématiquement : peinture de genre, natures mortes, paysages, peinture biblique, mythologique, nus. Les œuvres d'artistes italiens, flamands, néerlandais, allemands et polonais ont été suspendues ensemble, ce qui facilite l'observation et la comparaison des similitudes et des différences.
La Galerie d'art médiéval présente principalement des objets de la fin du Moyen Âge (xive – xve siècle), provenant de différentes régions de la Pologne d'aujourd'hui, ainsi que plusieurs exemples de l'art d'Europe occidentale. Ces œuvres ont été initialement conçues presque exclusivement pour les églises. L'exposition a été conçue pour permettre au public de comprendre le rôle de l'art dans la vie religieuse du Moyen Âge.
La galerie présente des phénomènes trans-régionaux du xiie au xive siècle, tels que la distinction entre la sculpture figurative et l'architecture à l'époque romane, la sculpture d'Europe centrale du cercle de Vierge à l'Enfant dressée sur un lion et le soi-disant gothique international. Beaucoup d'œuvres incluses dans l'exposition soulignent un caractère distinctif des régions d'Europe centrale comme la Silésie entre 1440 et 1520 (avec de grands polyptyques quartiers, des épitaphes, des plaques votives et didactiques et des chemins de croix figuratifs), la Petite-Pologne, la Grande-Pologne et la Couïavie entre 1440 et 1520 (avec des retables et peintures de dévotion) et Gdańsk et la région hanséatique entre 1420 et 1520 (avec de grands autels de Hambourg et de Poméranie).

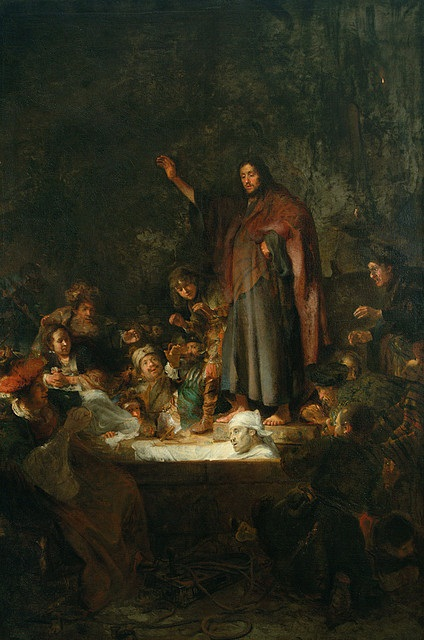
La Résurrection de Lazare par Carel Fabritius est exposée dans la Galerie d'art ancien

Les nouvelles techniques mises en œuvre dans la galerie permettent la présentation ininterrompue de grands polyptyques, comme le célèbre Polyptyque de Grudziądz, y compris l'inverse des ailes. Le nouvel arrangement de l'exposition a été conçu par WWAA.
La Galerie d'art ancien au deuxième étage a été conçue à partir de l'ancienne Galerie d'art décoratif, la Galerie de l'ancienne peinture européenne et la Galerie de l'ancien portrait polonais et européen en 2016. Elle combine des espèces d'art pictural - la peinture, la sculpture, les dessins et les gravures - avec l'artisanat, en référence à la notion même de « l'art » qui est à l'origine de l'artisanat. La peinture et la sculpture avec son caractère de représentation et l'imitation de la réalité (mimesis) ont été unies aux arts décoratifs dans des buts et des fonctions communes aussi bien que dans des espaces où ils ont été rassemblés et exposés. Ces « espaces sociaux » ont fourni la clé de la division de la galerie : 1. palais, villa, cour ; 2. église, chapelle et autel domestique ; 3. la ville. En d'autres termes : 1. la culture de la cour ; 2. la culture religieuse ; 3. culture de la ville.
Dans la galerie redessinée, les œuvres sont présentées pas selon les écoles nationales, mais comme une confrontation des cercles artistiques du Sud et du Nord. Le nouveau système reflète la hiérarchie des genres créés par la théorie de l'art de la Renaissance et l'ancienne fonction des peintures. Le but de cette exposition est de montrer, pour quel but et pour quels destinataires, des œuvres d'art ont été créées.

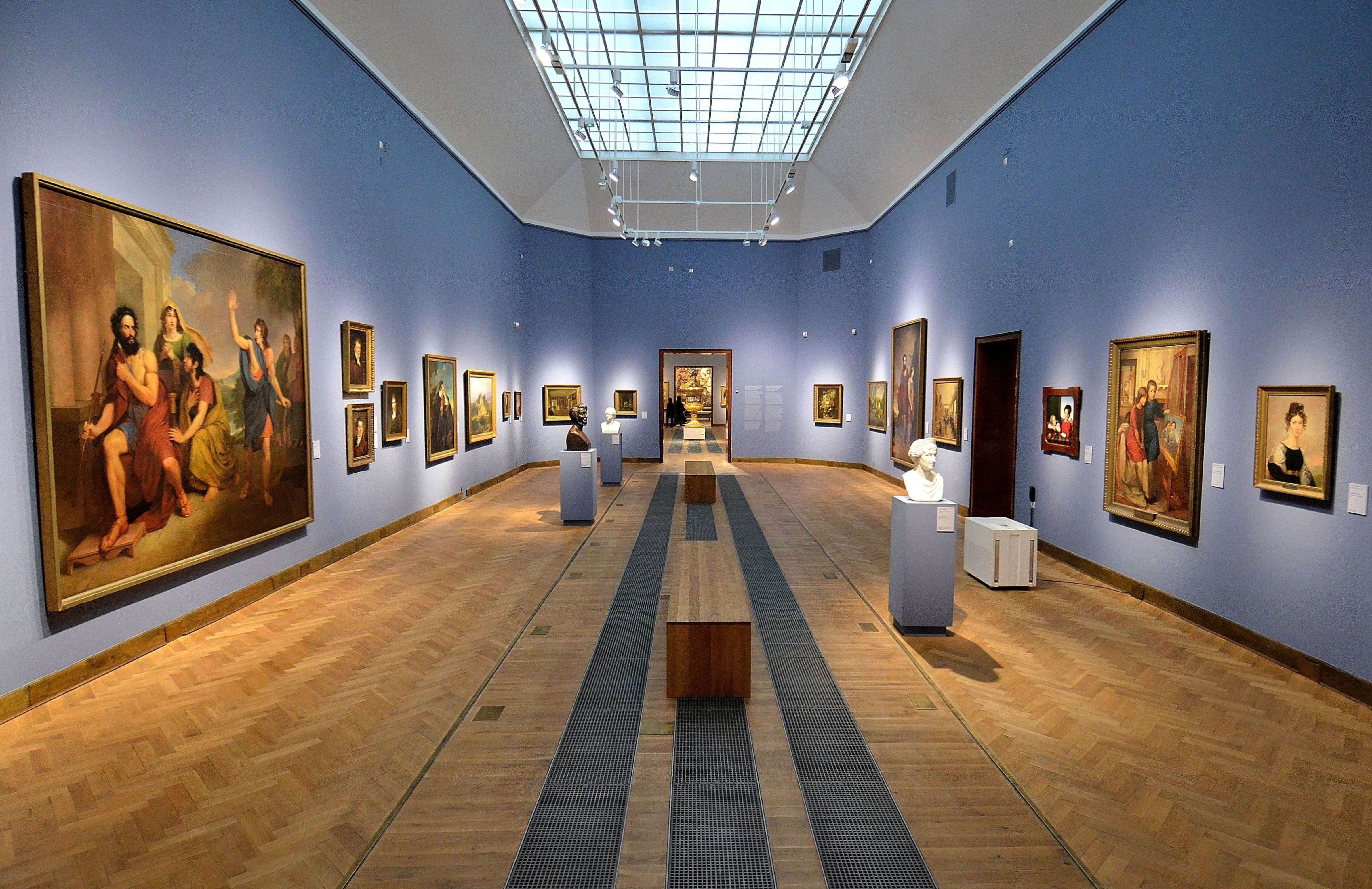
Galerie d'art du XIXe siècle

La galerie montre une variété d'effigies, reflétant la multiplicité des fonctions sociales, politiques et privées du portrait. L'exposition s'ouvre avec des portraits monumentaux et de bustes aristocratiques, rassemblant quelques exemples traditionnels de portraits en pied polonais et d'Europe occidentale, suivis de portraits plus petits, moins formels ou privés, de portraits funéraires et de portraits du xviiie siècle, suivis de miniatures et peintures de l'ère de Stanislas Auguste, au premier étage.
Le noyau de la nouvelle exposition de la Galerie d'art du xixe siècle, retraçant les principales tendances qui façonnent l'art au xixe siècle, présente l'œuvre des peintres et sculpteurs polonais parmi les œuvres d'artistes représentants d'autres nationalités. La confrontation d'œuvres d'artistes de différents pays européens montre la diversité de leurs aspirations artistiques, leurs idées universelles ou leurs symboles propres, leurs expériences similaires menées de manière indépendante ou en atelier. 
L'une des plus grandes peintures sur toile en Pologne, La Bataille de Grunwald de Jan Matejko (426 cm × 987 cm), est exposée dans la Galerie d'art du xixe siècle.
Les collections d'art moderne et contemporain sont parmi les plus importantes de Pologne. Des peintures, des sculptures, des estampes et des dessins des années 1920 et 1930, des films d'avant-garde polonais, des photographies, des photomontages, ainsi que des œuvres sélectionnées de la culture indépendante, des vidéos et des performances des années 1940 sont exposées dans une galerie de 700 m2. Des informations sur les objets sélectionnés sont disponibles via des applications mobiles et des œuvres sélectionnées sont visualisées et décrites par le commissaire de la galerie grâce à la réalité augmentée.

## Collections

### Peinture

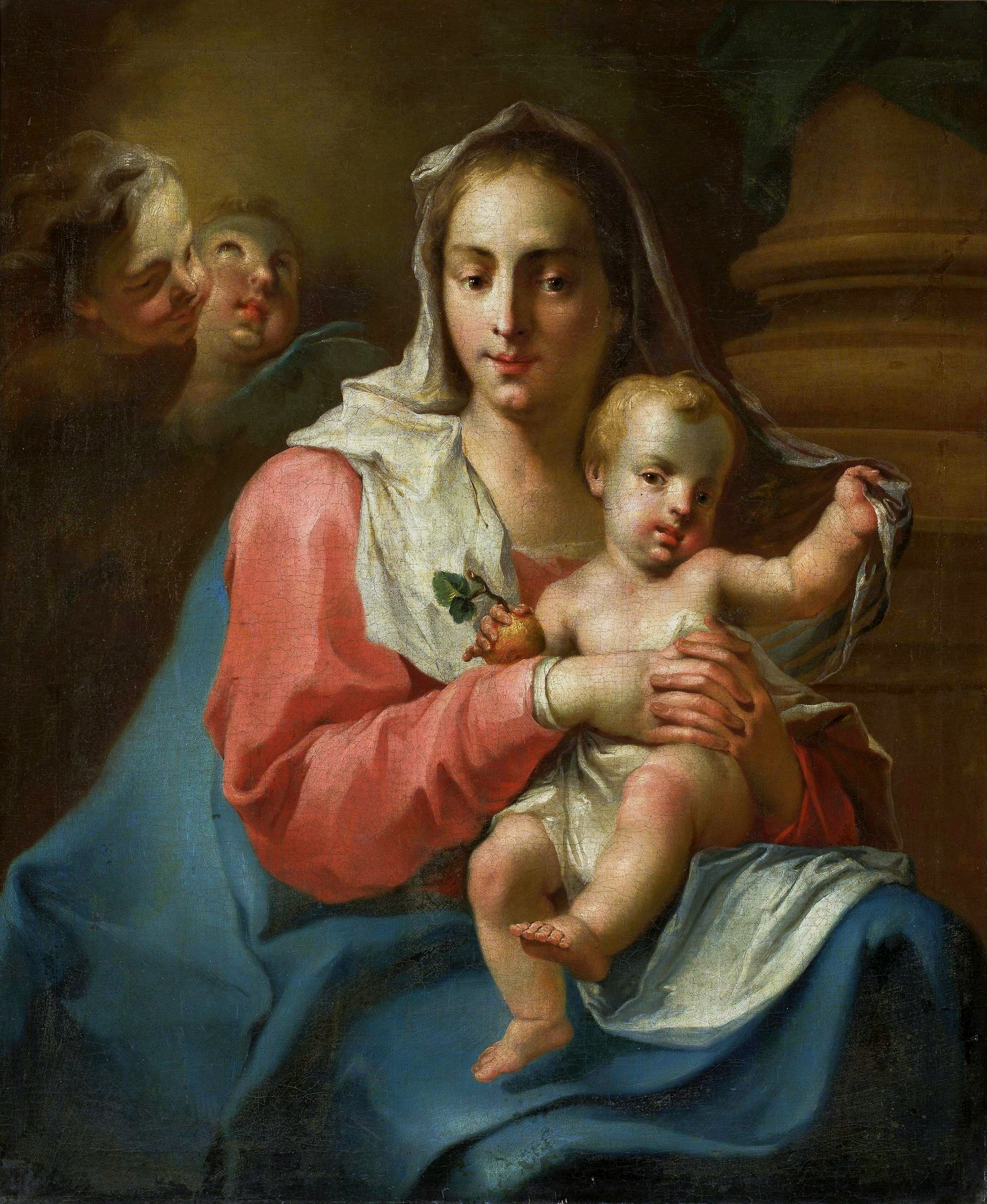
Madonna et l'enfant avec deux anges de Giambattista Pittoni

Les collections du Musée national de Varsovie rassemblent environ 830 000 objets d'art polonais et étrangers, de l'Antiquité à nos jours, comprenant des peintures, des sculptures, des dessins, des gravures, des photographies et des numismatiques, ainsi que des arts décoratifs et du design.
La collection d'art antique et d'art chrétien, avec environ 24 000 objets exposés, est l'un des plus importants en Pologne. La collection de fresques de la cathédrale chrétienne de Faras (ancienne Pachoras dans le Soudan d'aujourd'hui) et une collection de vases grecs peints figurent aussi parmi les plus importantes du pays.

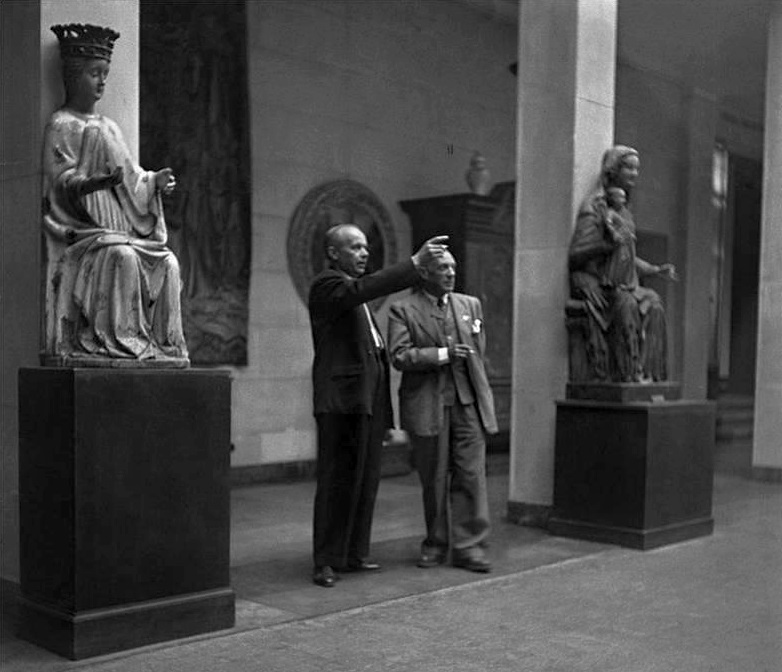
En 1948, Pablo Picasso fait don au Musée de sa collection de céramiques, de dessins et d'estampes colorées

Les origines de la collection de l'ancienne peinture européenne, composée de 3 700 peintures, remontent la création du musée des Beaux-Arts en 1862, quand 36 peintures italiennes, dont la Madone et l'enfant avec deux anges di Giambattista Pittoni, hollandaises et allemandes, de la collection de Johann Peter Weyer, à Cologne, ont été acquises. Le musée est entré en possession des œuvres de maîtres tels que Pinturicchio, Cornelis van Haarlem et Jacob Jordaens. La collection a été agrandie grâce à des achats, des dons et des dépôts. L'acquisition la plus significative a été la collection des tableaux de Pietro Fiorentini, donnés en 1858 à l'École des Beaux-Arts de Varsovie, et ensuite cédée au musée en 1879.
L'achat de peintures de la collection de Wojciech Kolasiński dans les années 1877-1896 et les legs de Cyprian Lachnicki en 1906, comprenant la Flagellation du Christ par Pedro de Campaña, Portrait d'un homme dans un justaucorps jaune par Hans Schäufelein, Expulsion du paradis par Pier Francesco Mola et Étude académique par Jean-Auguste-Dominique Ingres, étaient substantiels.

Peinture étrangère
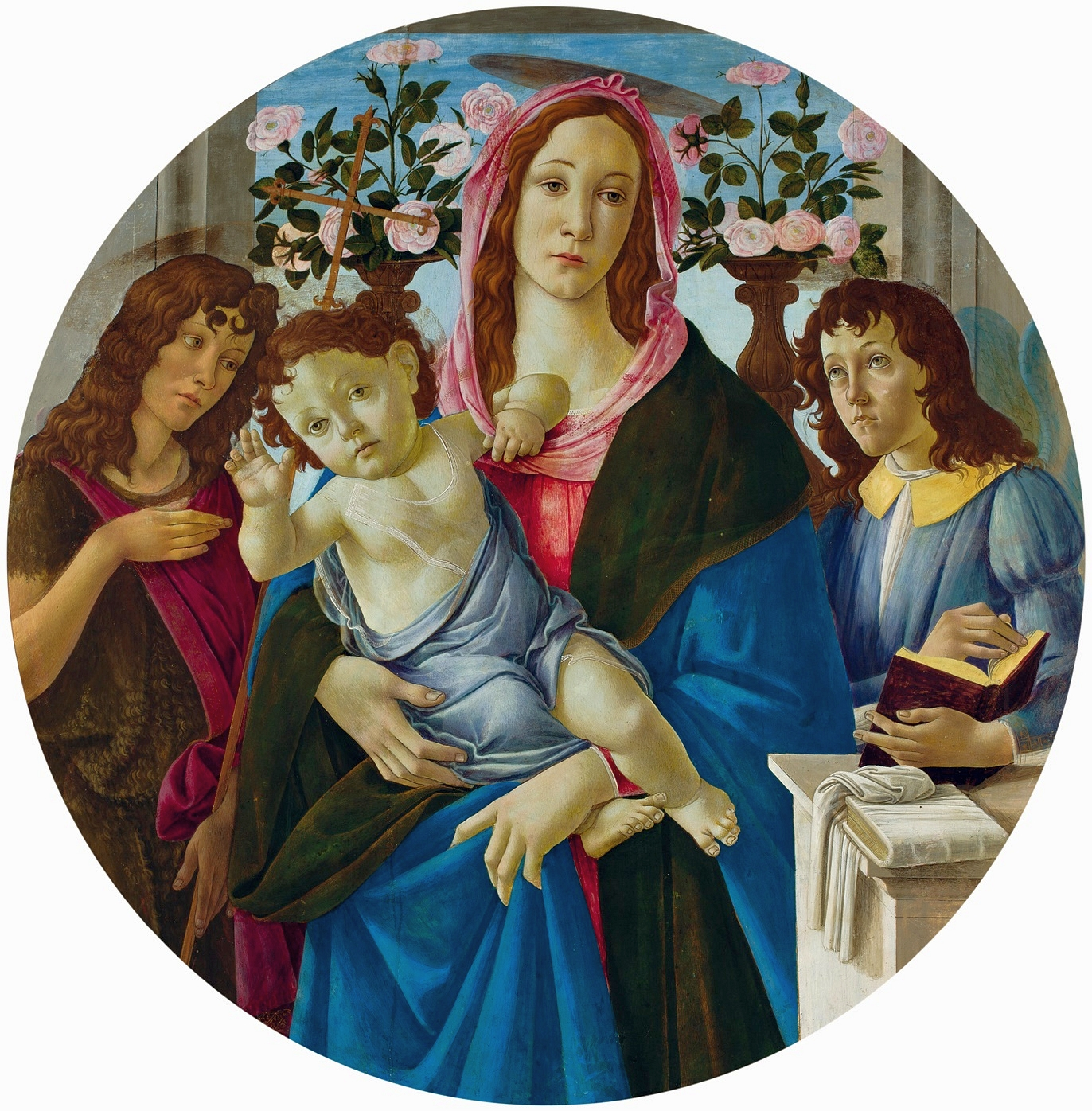
Vierge à l'Enfant avec saint Jean-Baptiste et un ange, Sandro Botticelli, années 1470
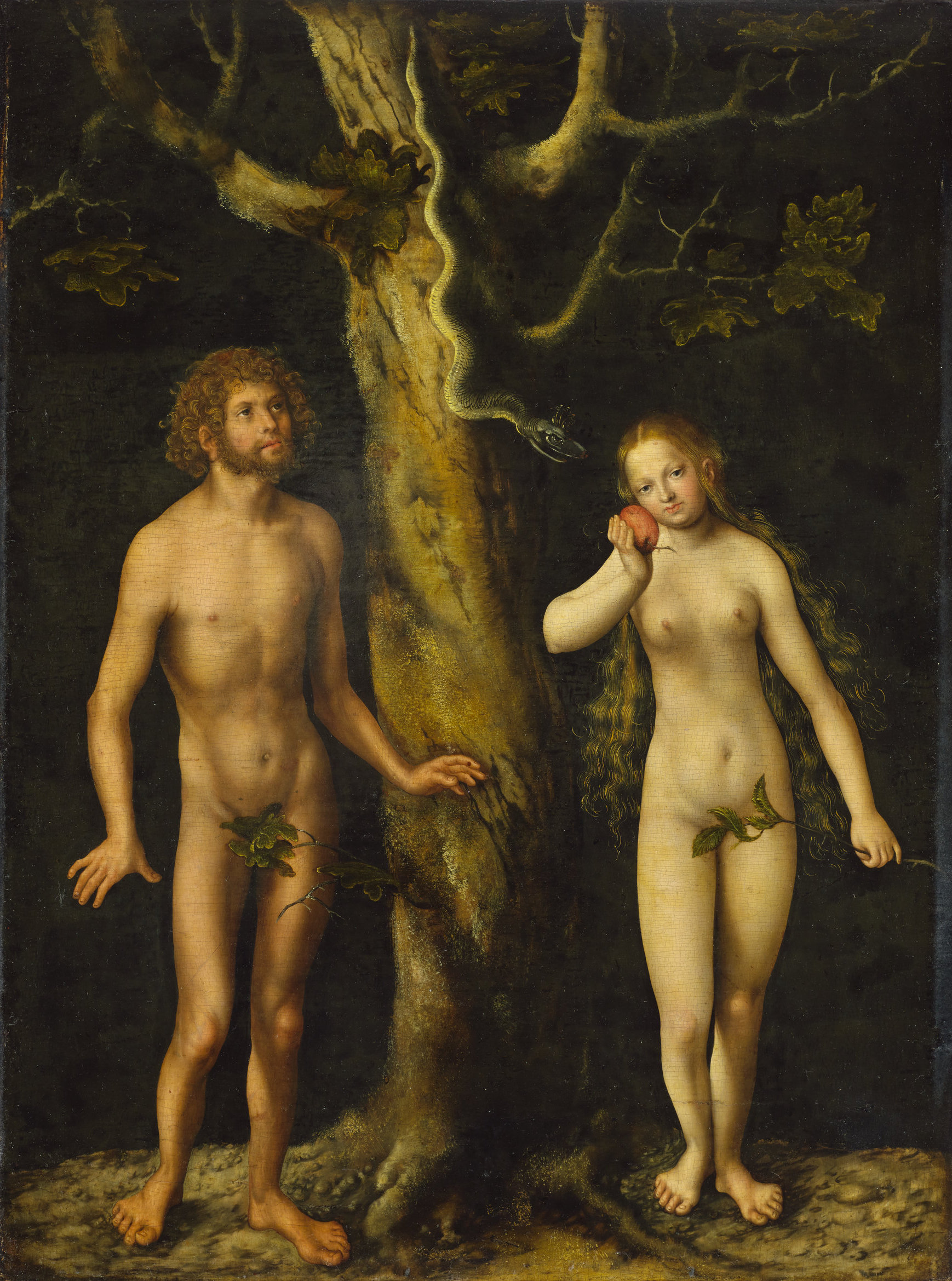
Adam et Ève, Lucas Cranach l'Ancien, vers 1510
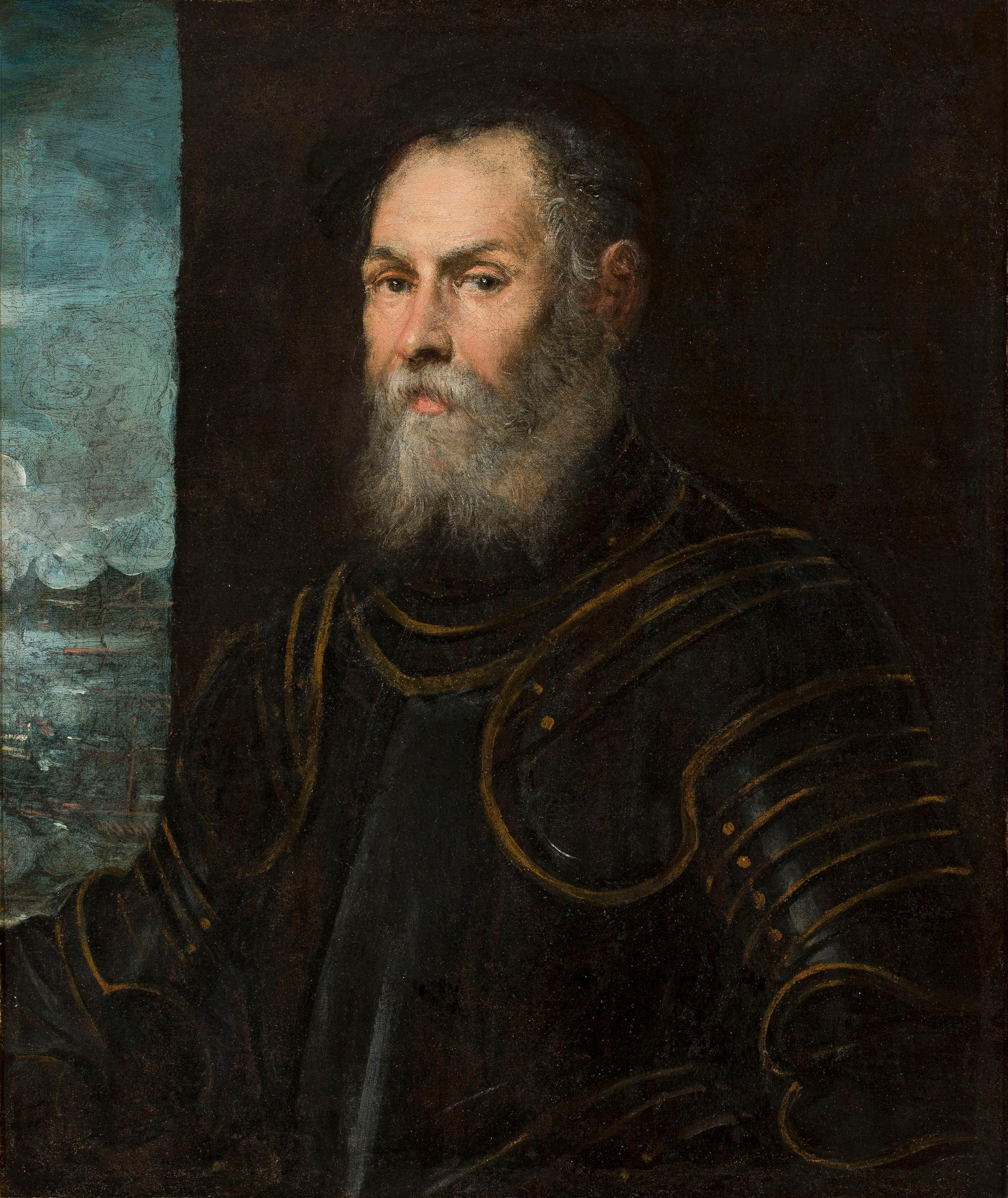
Portrait d'un amiral vénitien, Le Tintoret, seconde moitié du XVIe siècle
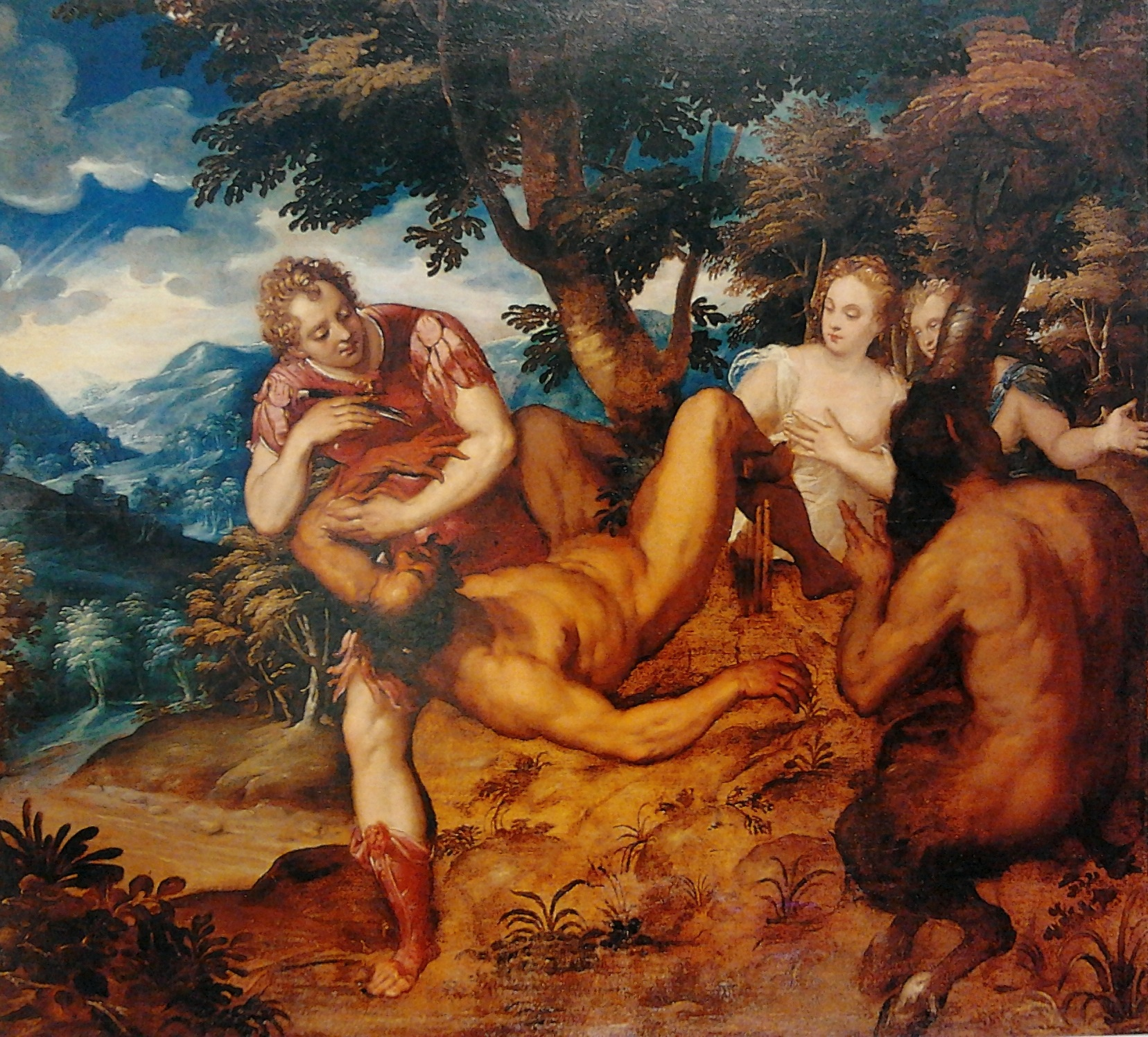
Le Supplice de Marsyas, Giovanni Battista Zelotti, vers 1580
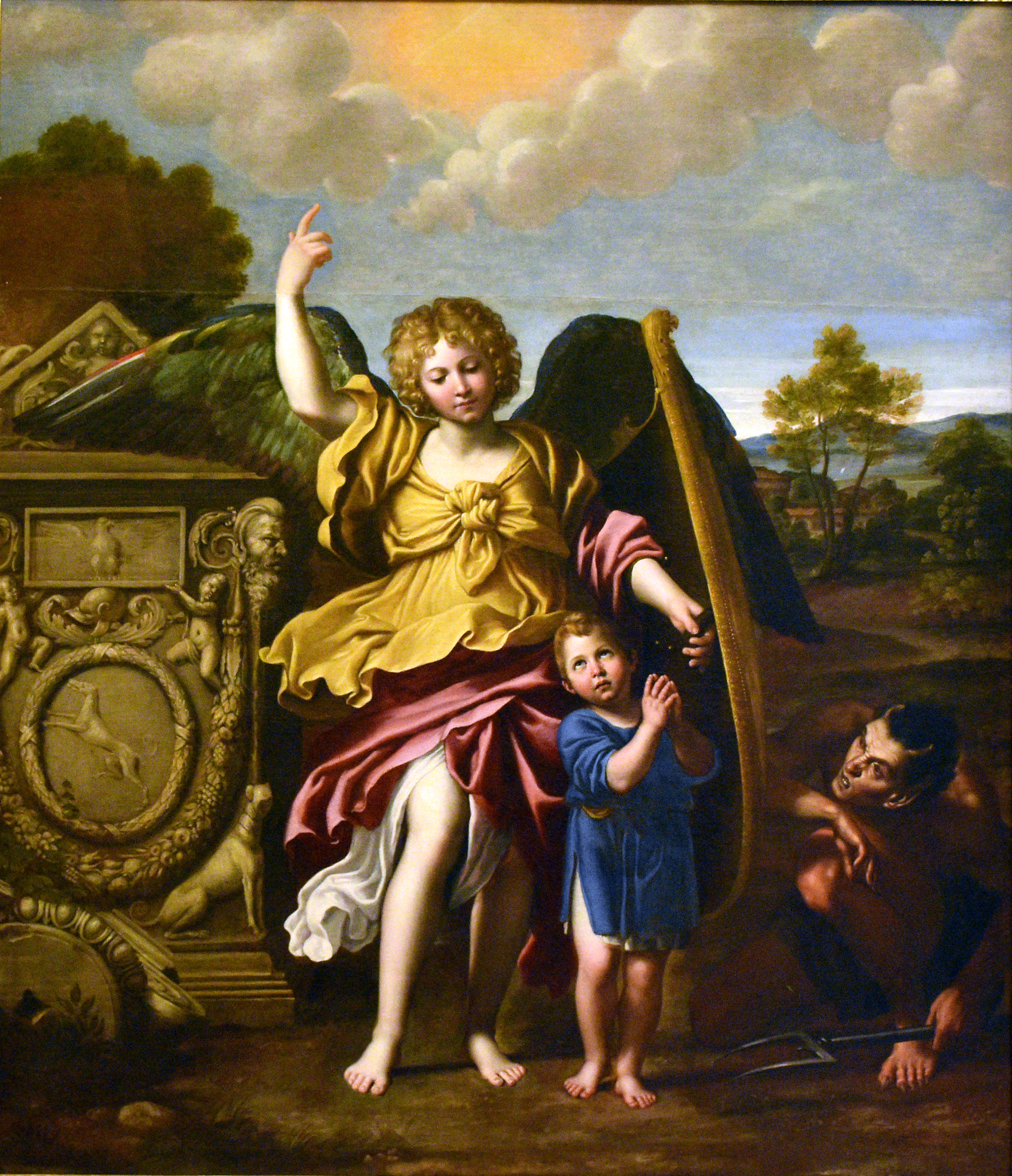
Ange gardien, Le Dominiquin, 1615
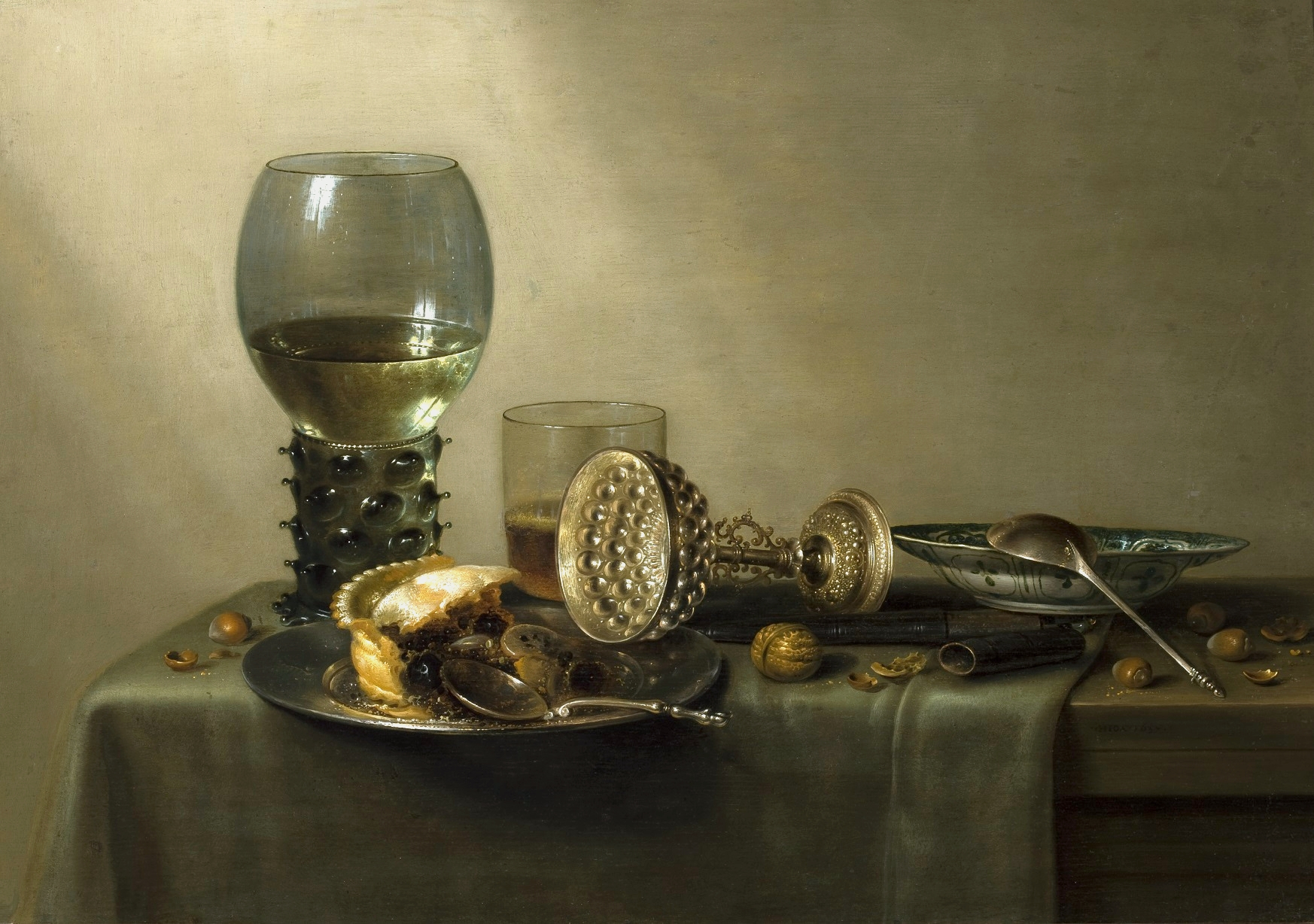
Dessert, Willem Claeszoon Heda, 1637
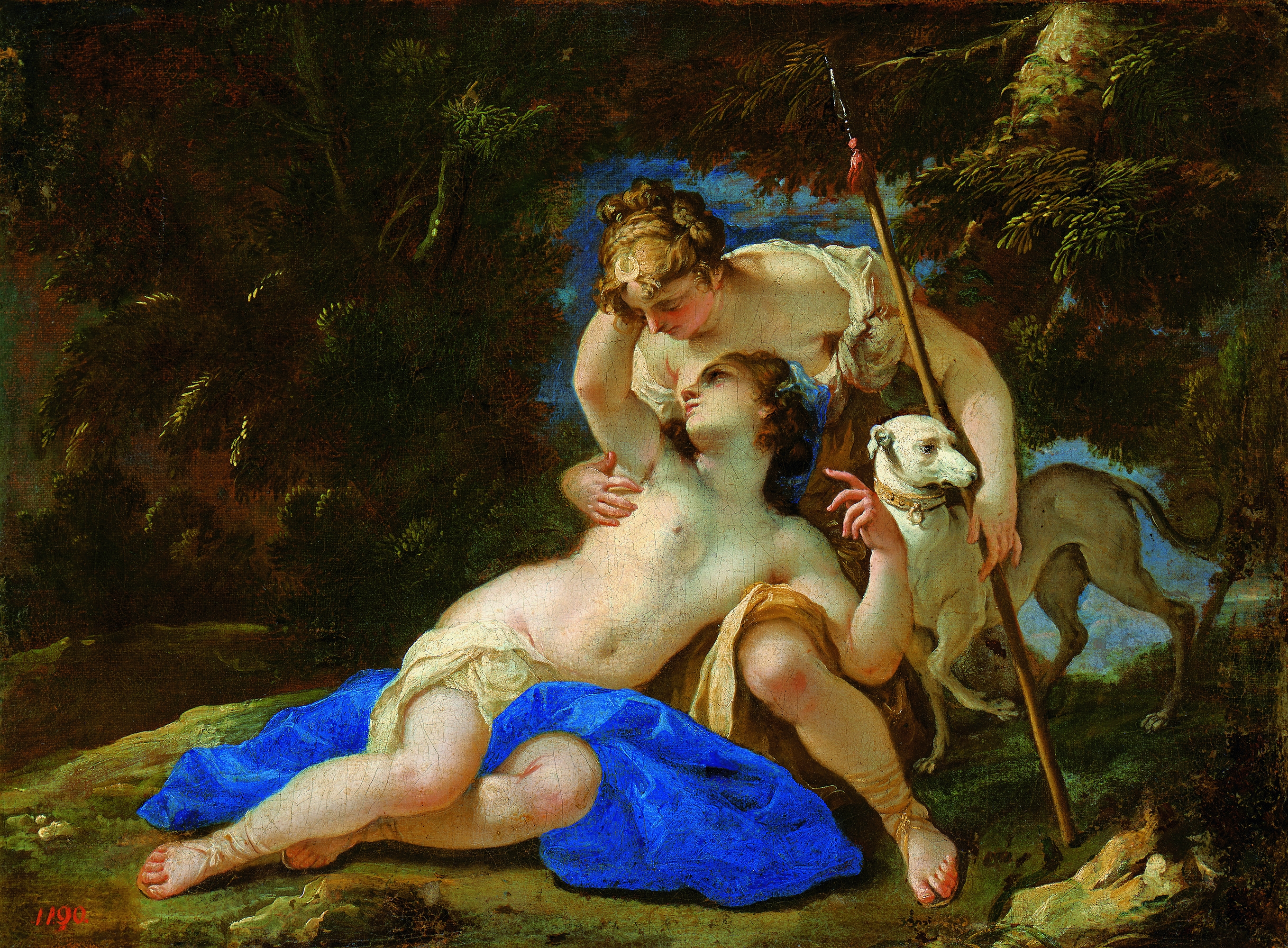
Diane et Callisto, Federico Cervelli, 1670
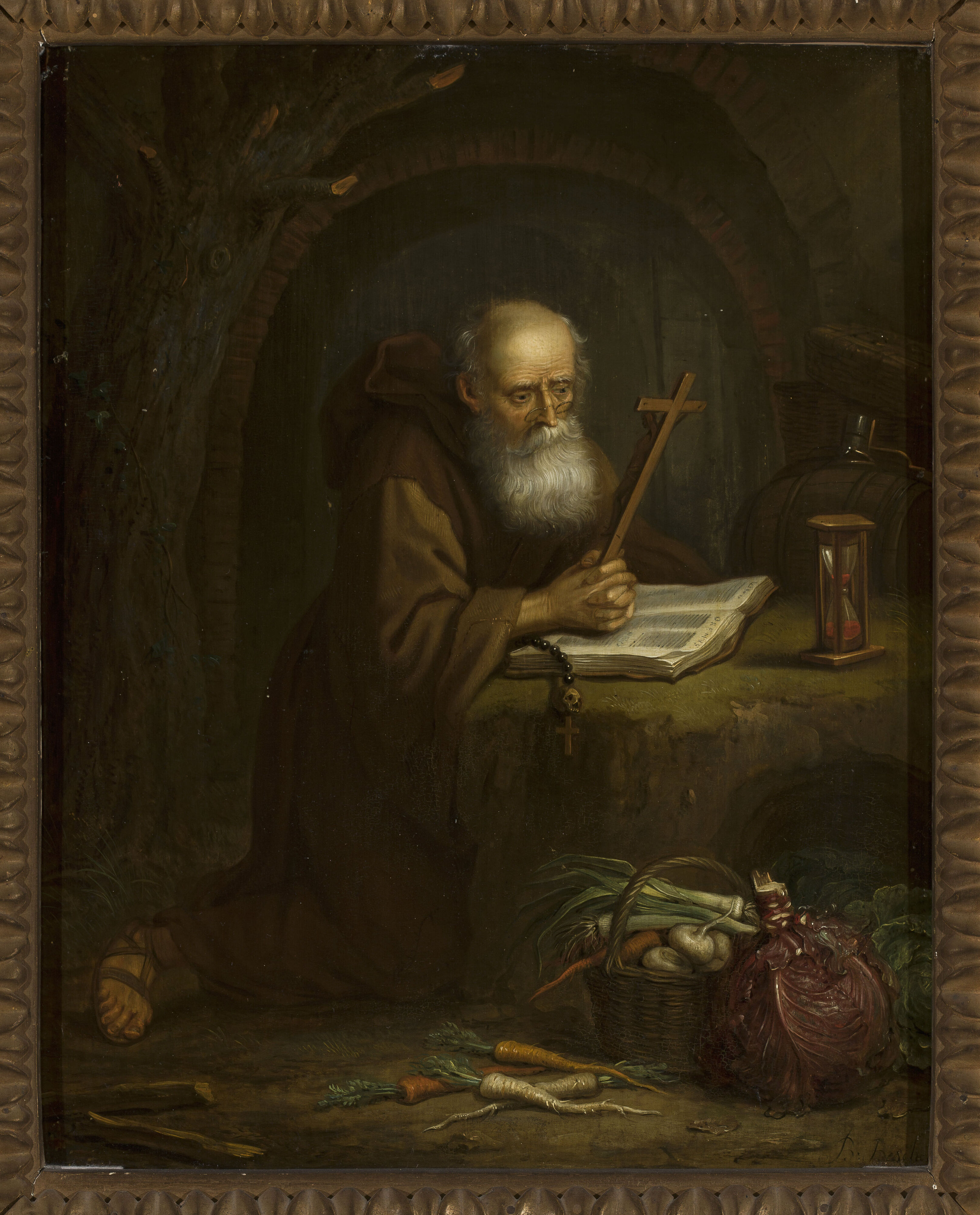
Ermite en prière, Balthazar Beschey, XVIIIe siècle
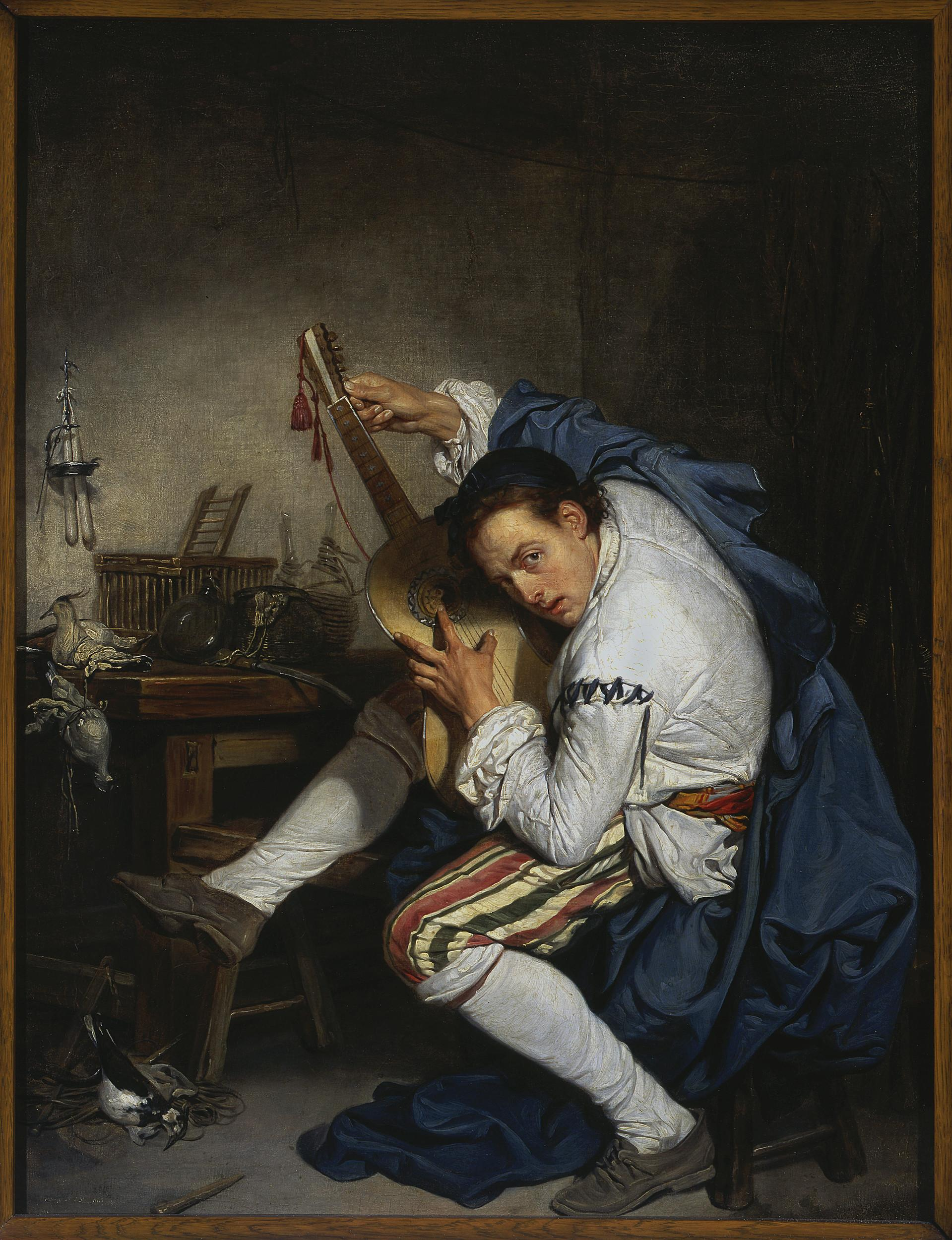
Le Guitariste, Jean-Baptiste Greuze, vers 1757
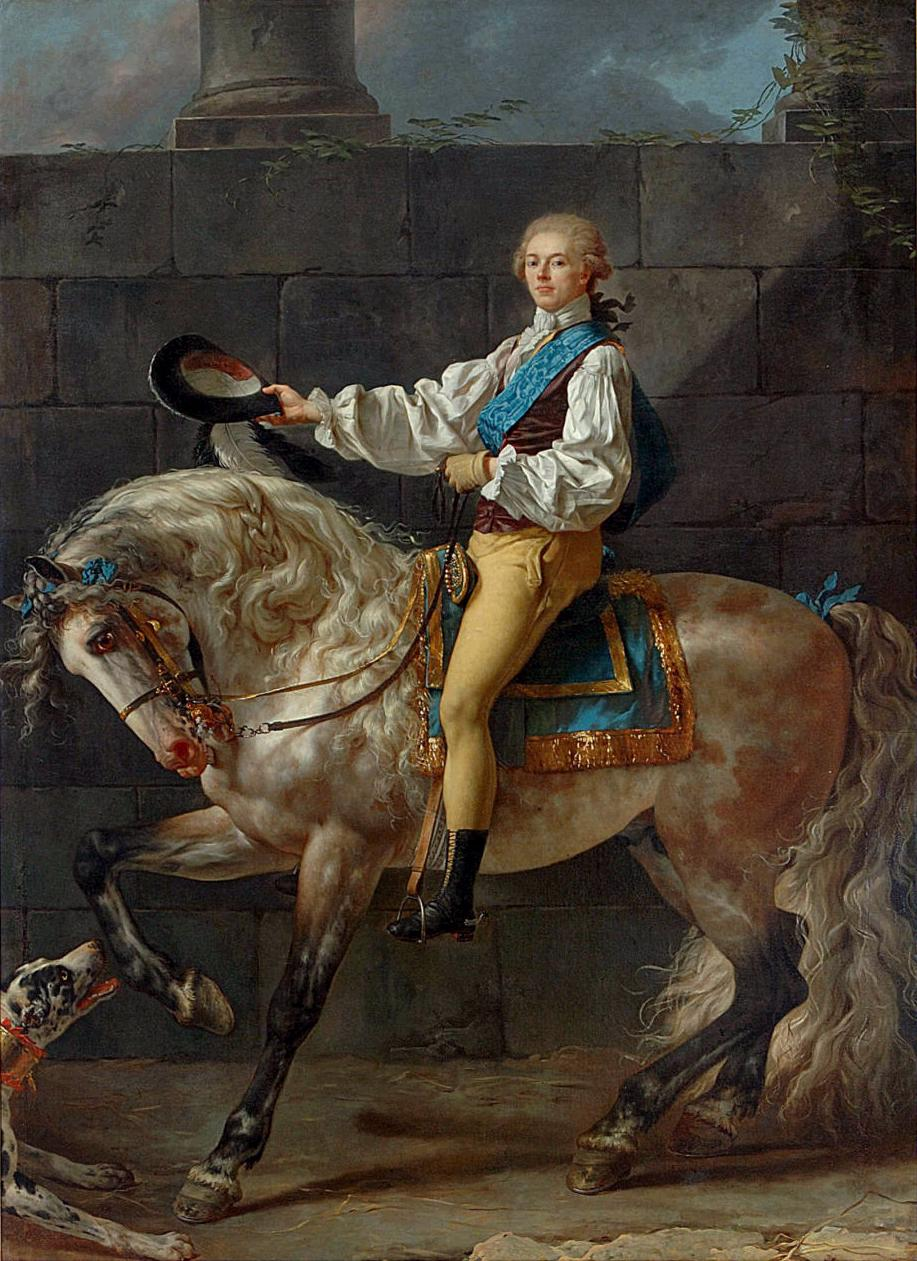
Portrait du comte Stanislas Potocki, Jacques-Louis David, 1780
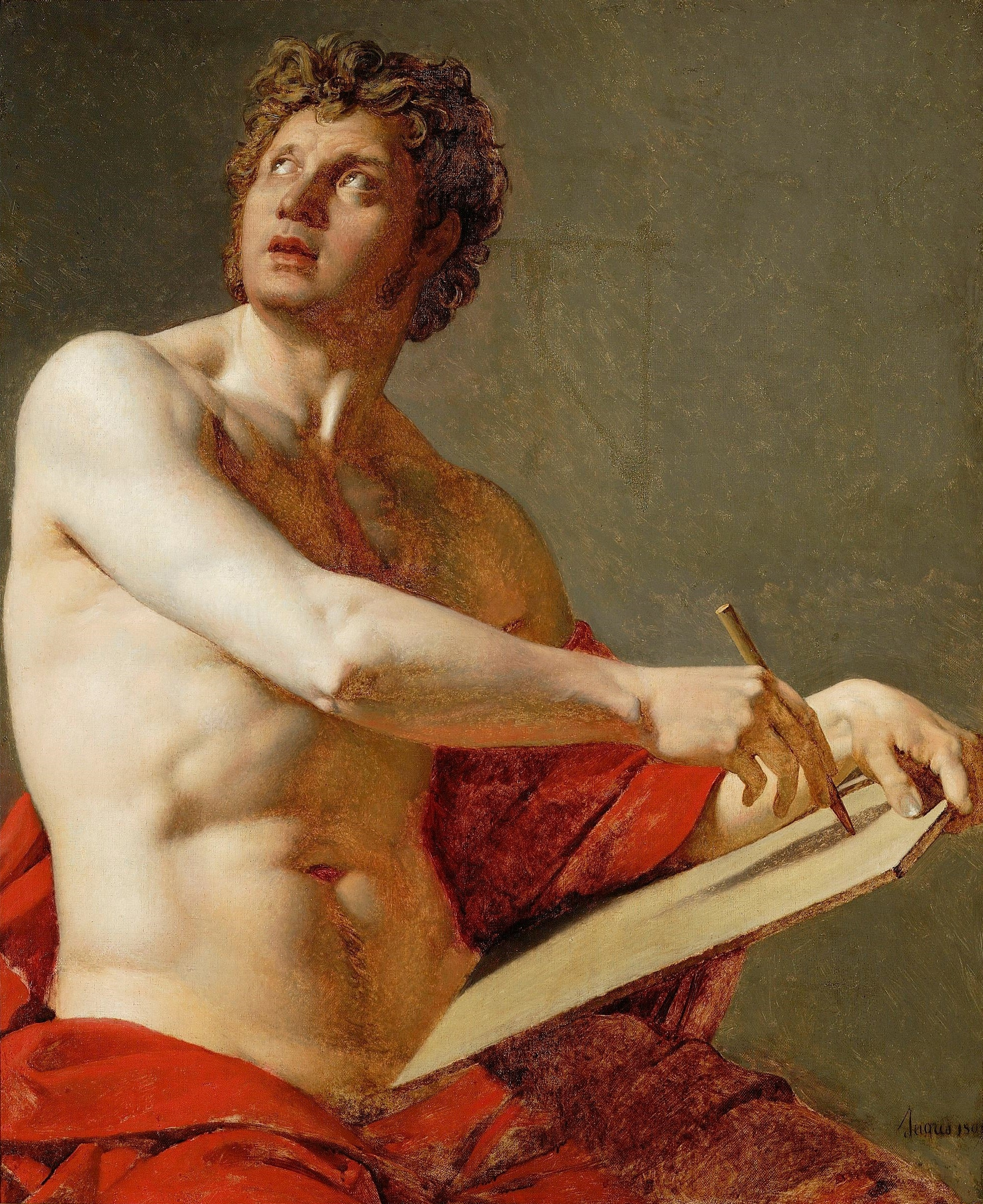
Étude académique, Jean-Auguste-Dominique Ingres, 1801
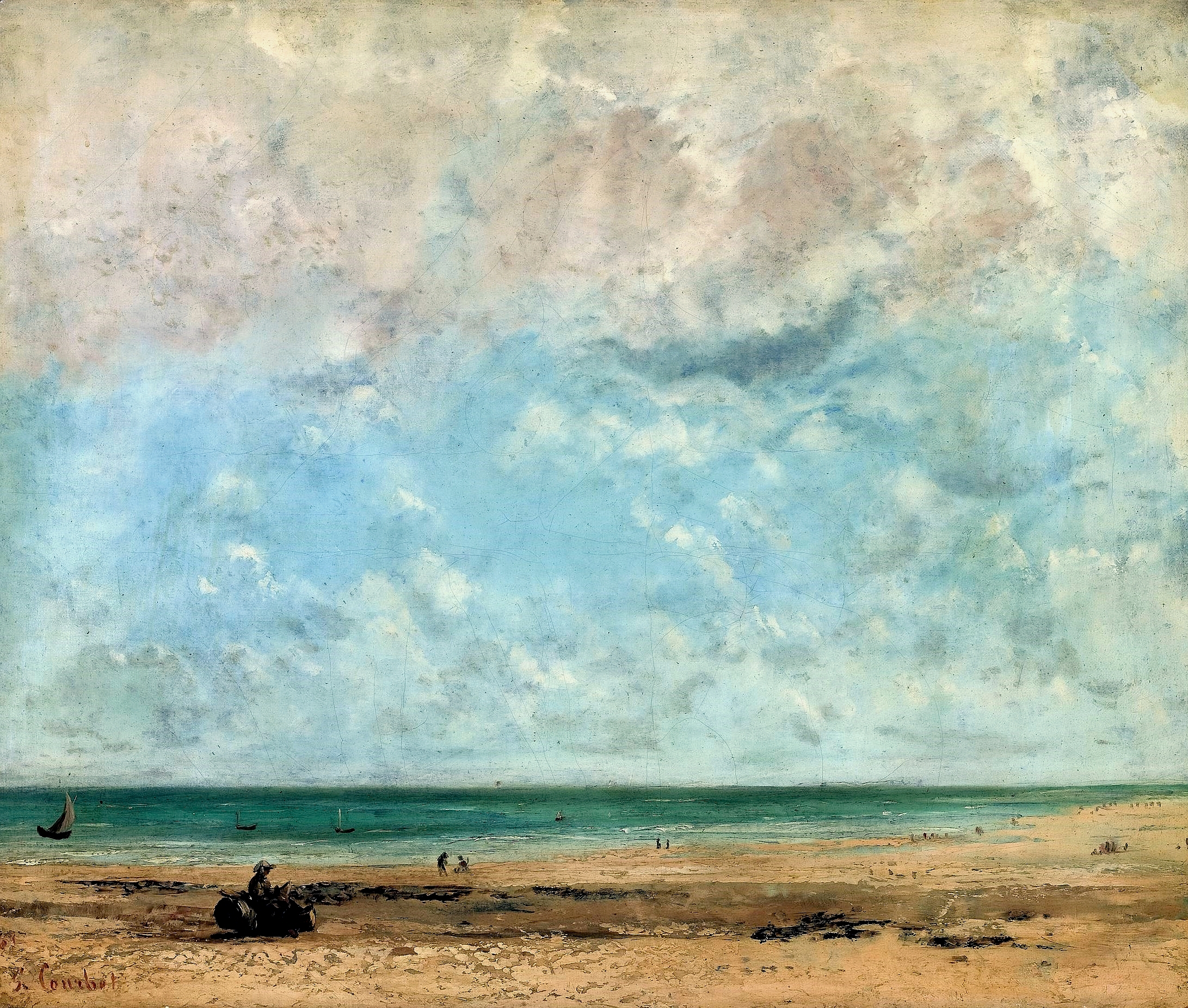
Bord de mer, Gustave Courbet, 1863
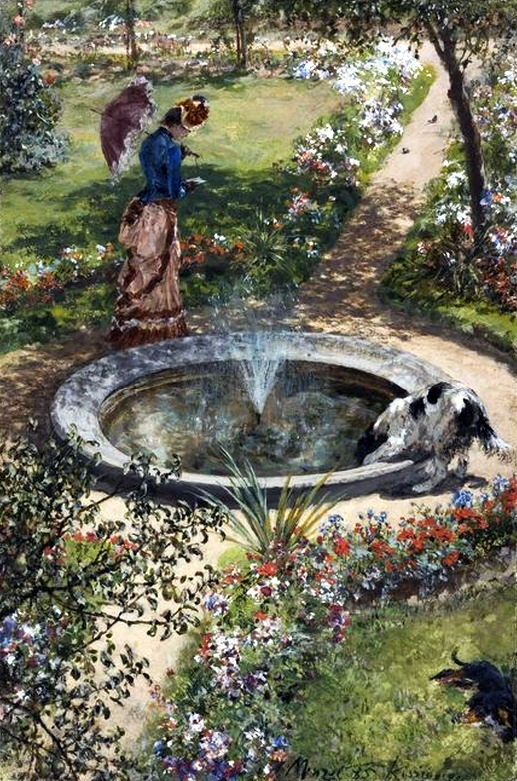
Femme se promenant près de la fontaine des jardins de la station thermale de Kissingen, Adolph von Menzel, 1885
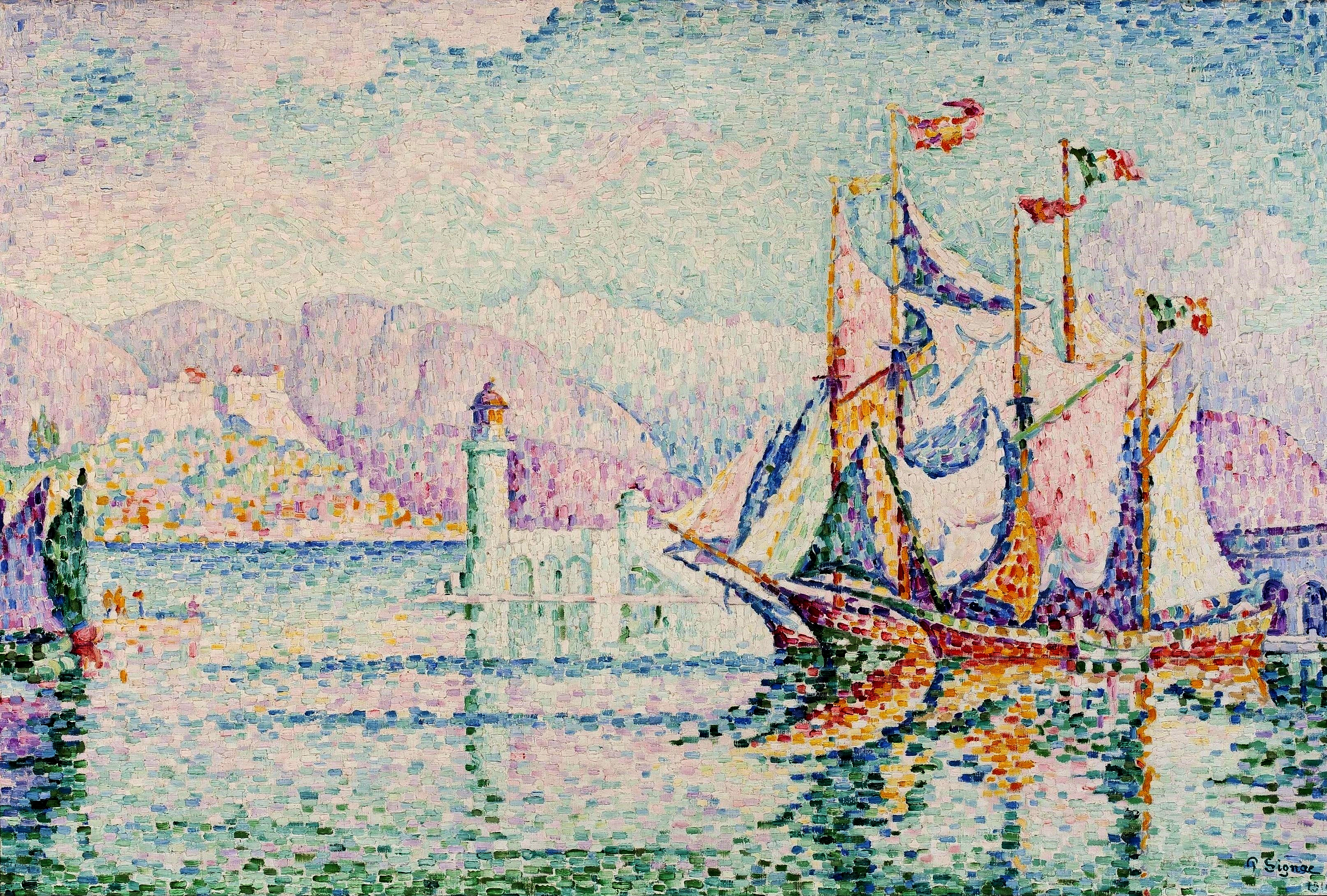
Antibes - Le matin, Paul Signac, 1914

En 1935 le musée a acheté une grande collection de Jan Popławski, y compris le Portrait de l'amiral par Le Tintoret, et en 1961 une collection de Gabriela Zapolska, dont plusieurs tableaux de Paul Sérusier tels que Les Mangeurs de serpents et Jeune Bretonne, au parapluie et au châle, assise au bord de la mer.
La collection d'art moderne polonais gagne un contexte plus international avec l'achat de Portrait de Tadeusz Makowski par Marcel Gromaire en 1959 et Lassitude par le peintre Art déco Tamara de Lempicka en 1979, tous les deux en affichage permanent.

Peinture polonaise
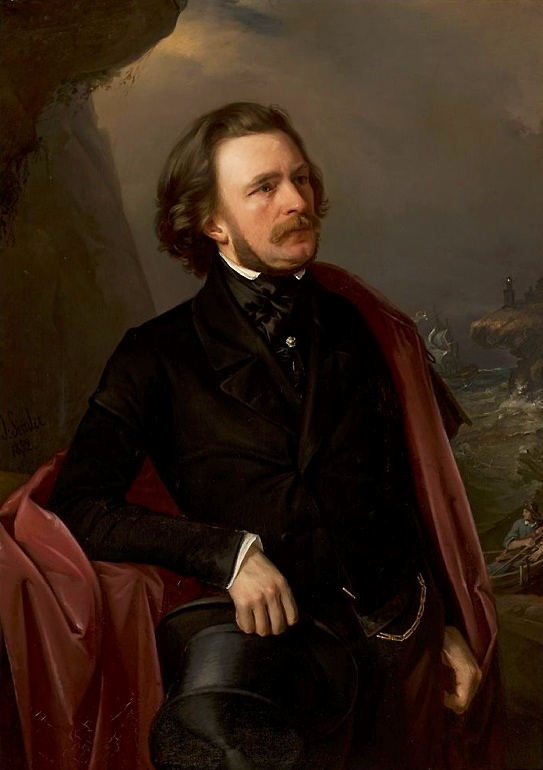
Teodor Teutold-Tripplin, Józef Simmler, 1852
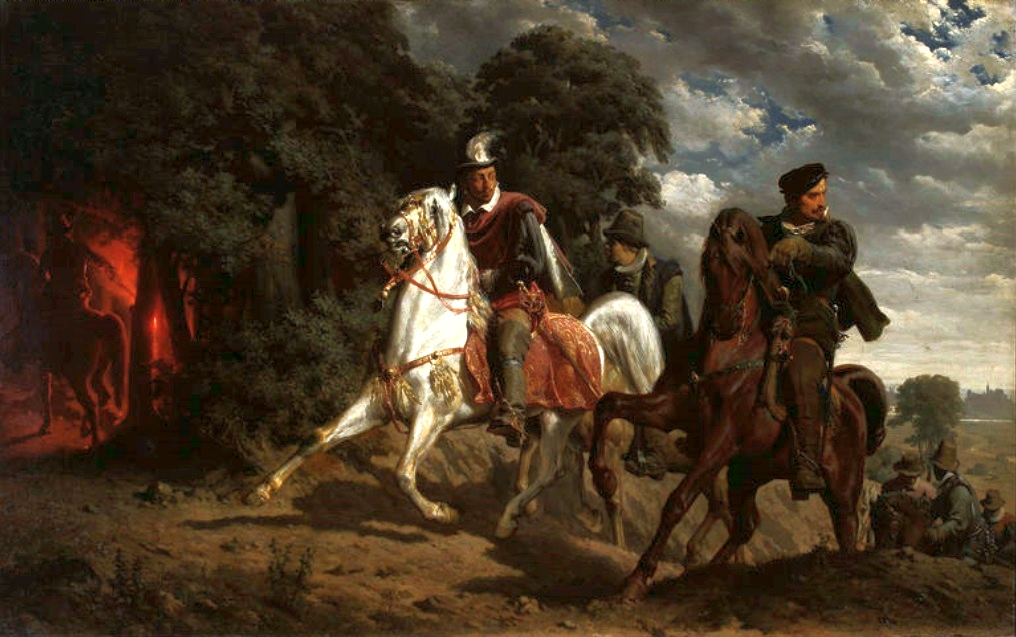
La Fuite d'Henri de Valois de Pologne, Artur Grottger, 1860
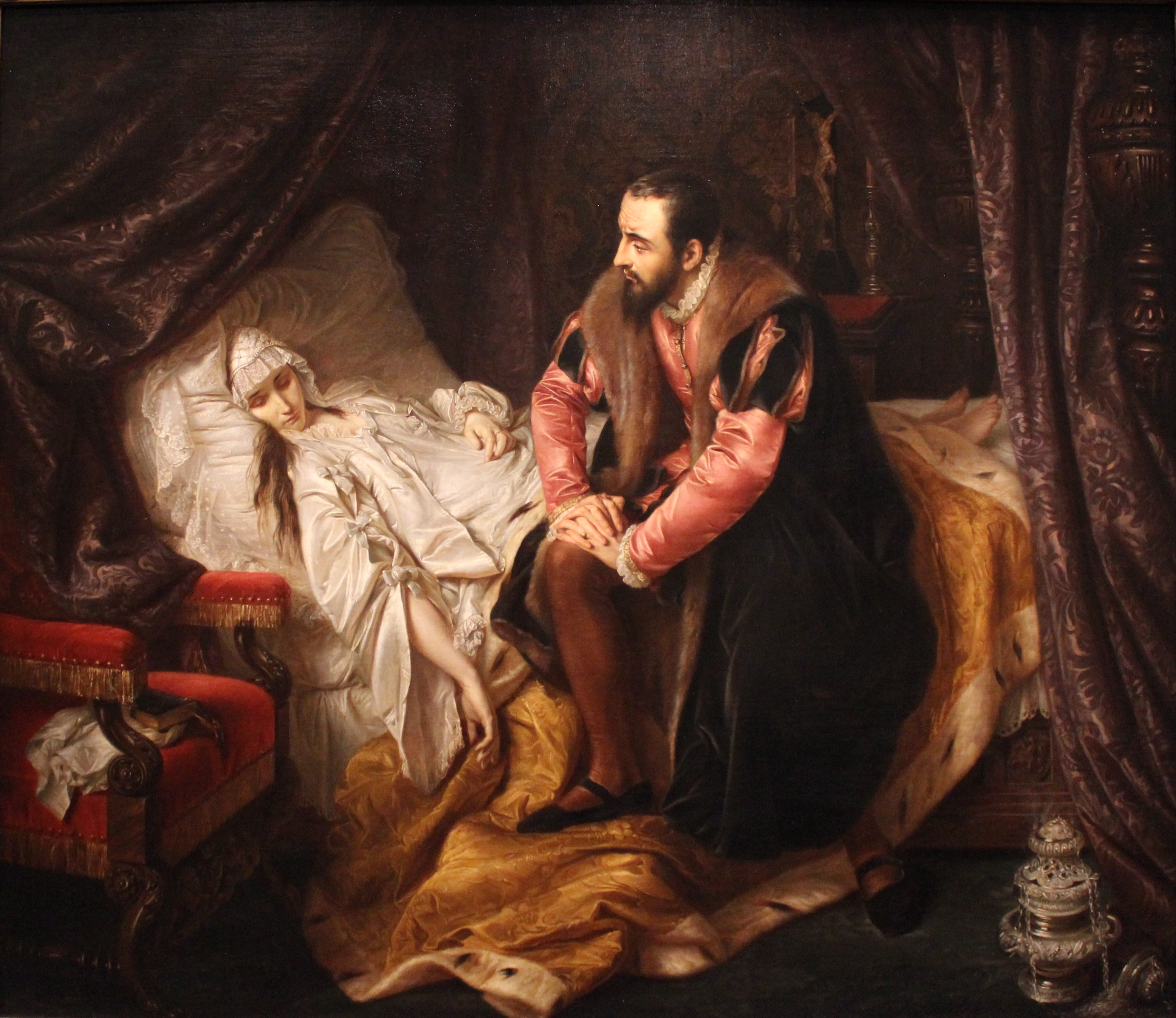
La Mort de Barbara Radziwiłł, Józef Simmler, 1860
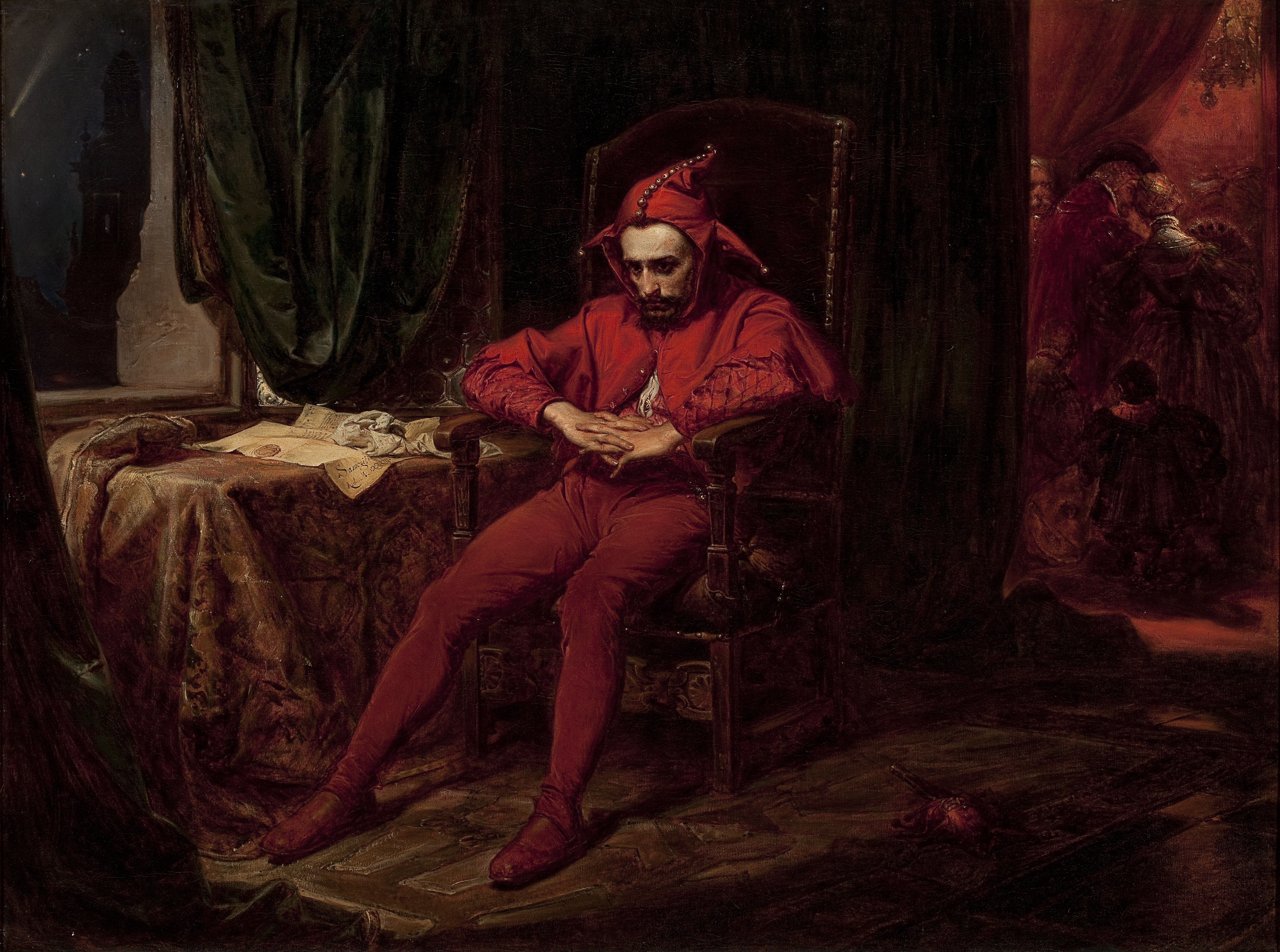
Stańczyk, Jan Matejko, 1862
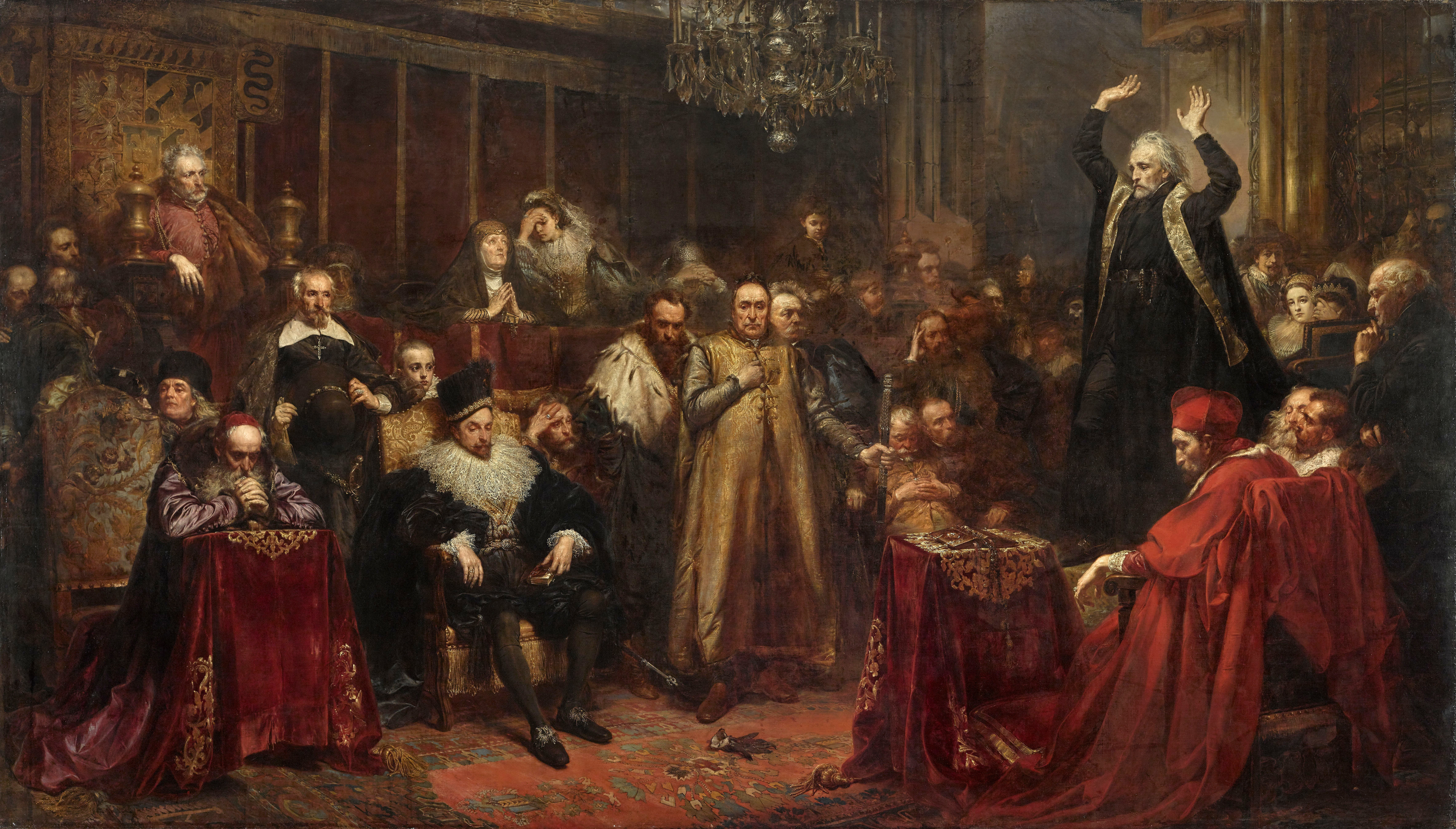
Le Sermon de Piotr Skarga, Jan Matejko, 1864
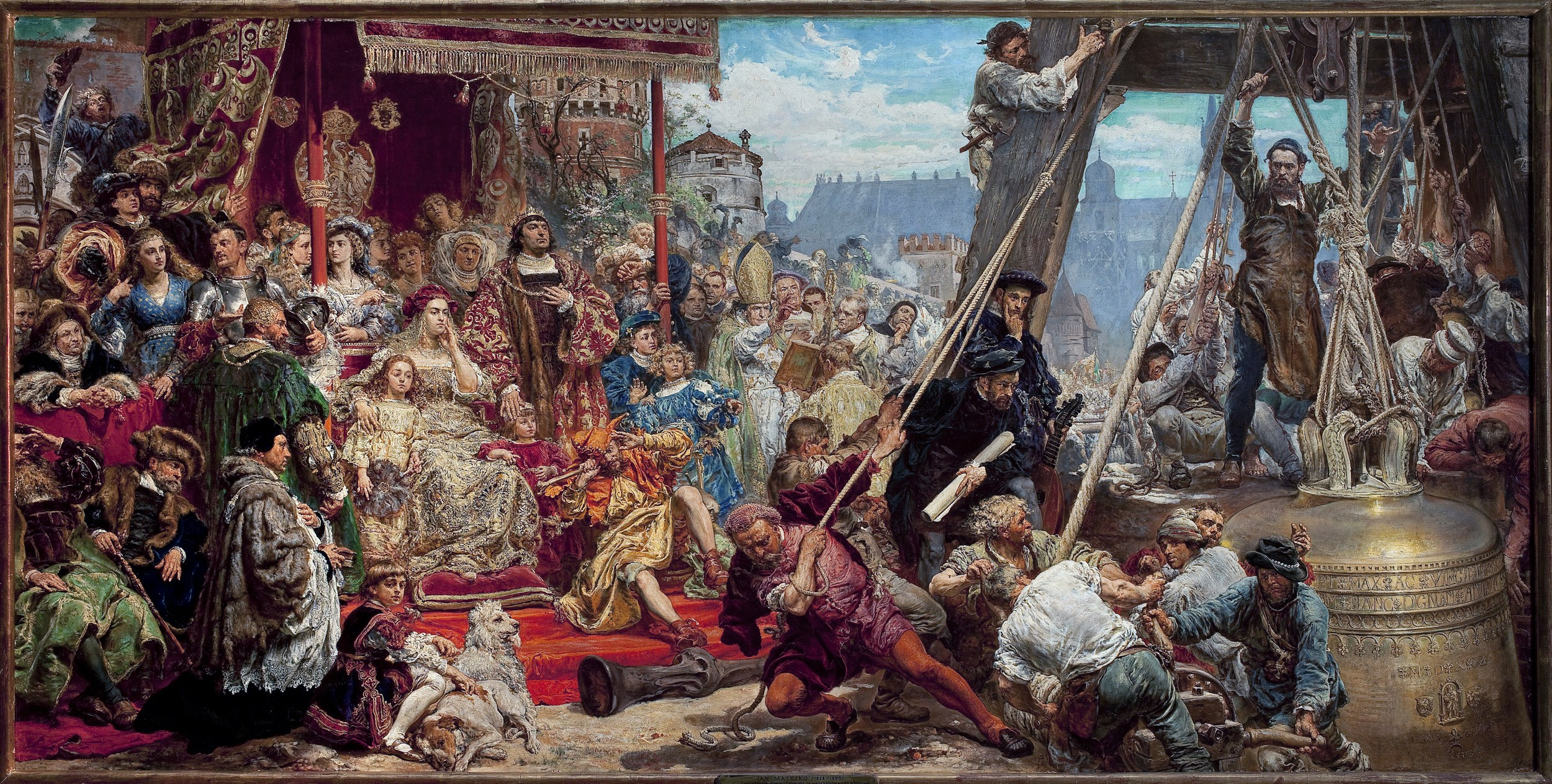
Suspension de la Cloche Sigismond, Jan Matejko, 1874
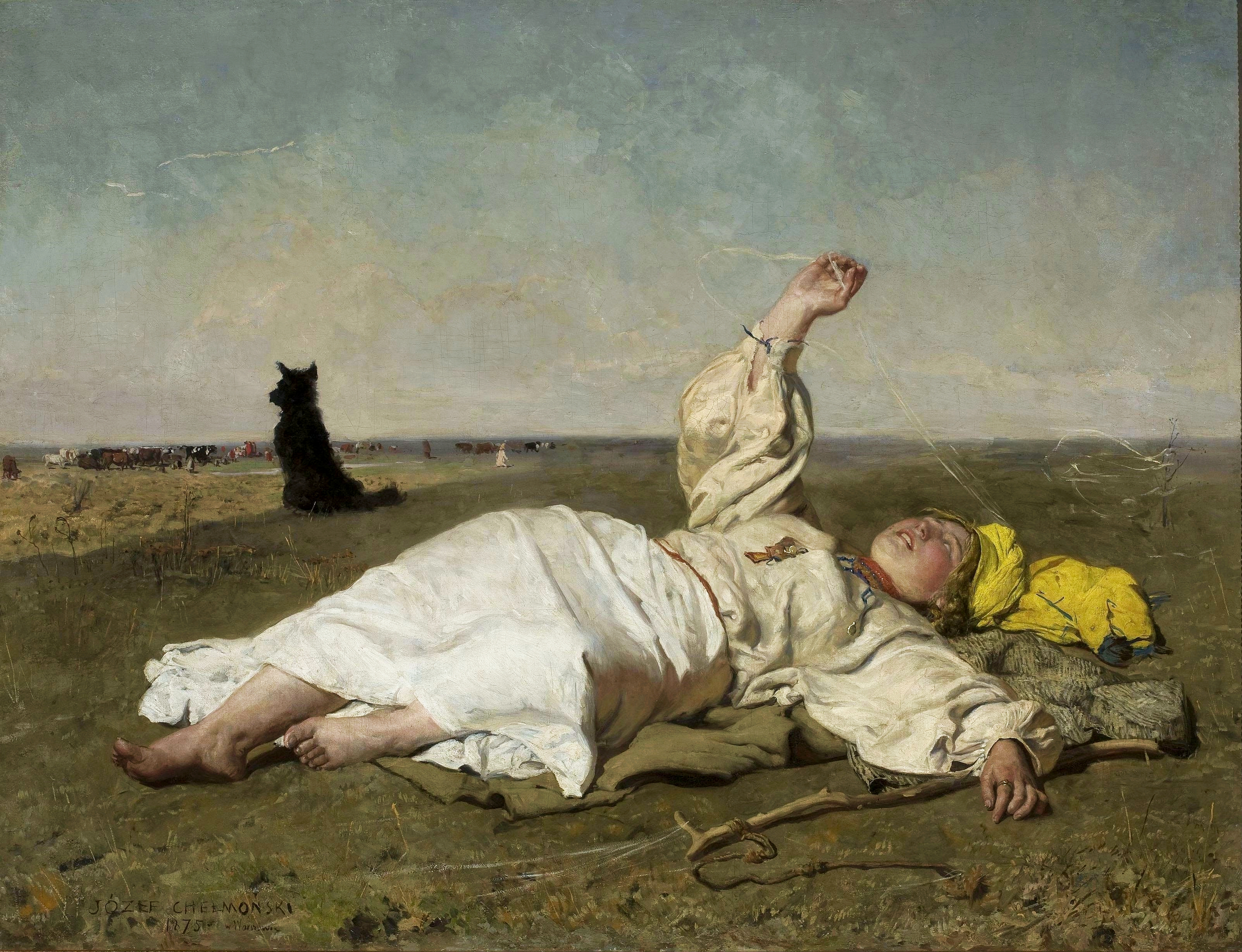
L'été indien, Józef Chełmoński, 1875
La Bataille de Grunwald, Jan Matejko, 1878
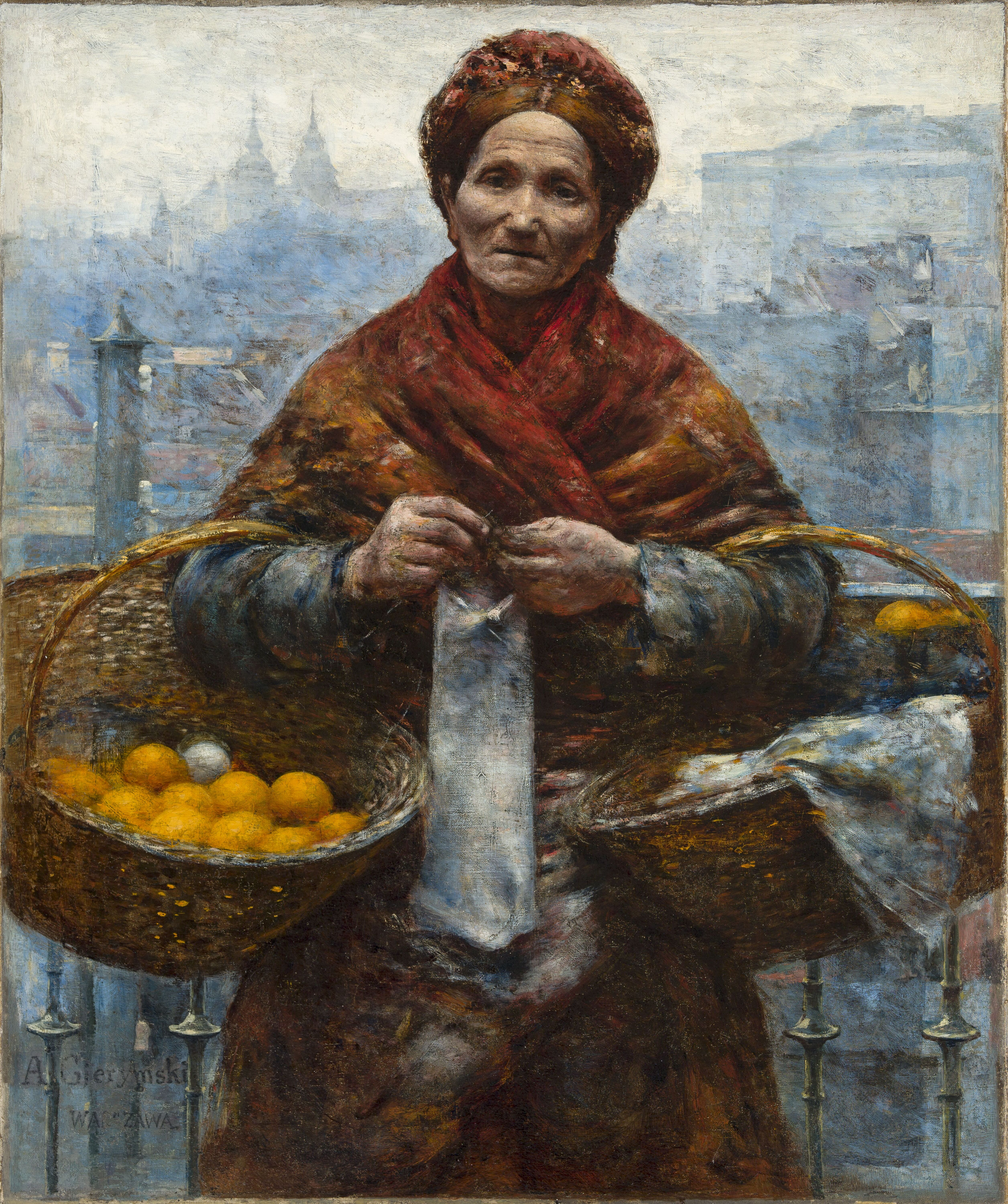
Femme juive aux oranges, Aleksander Gierymski, 1880-1881
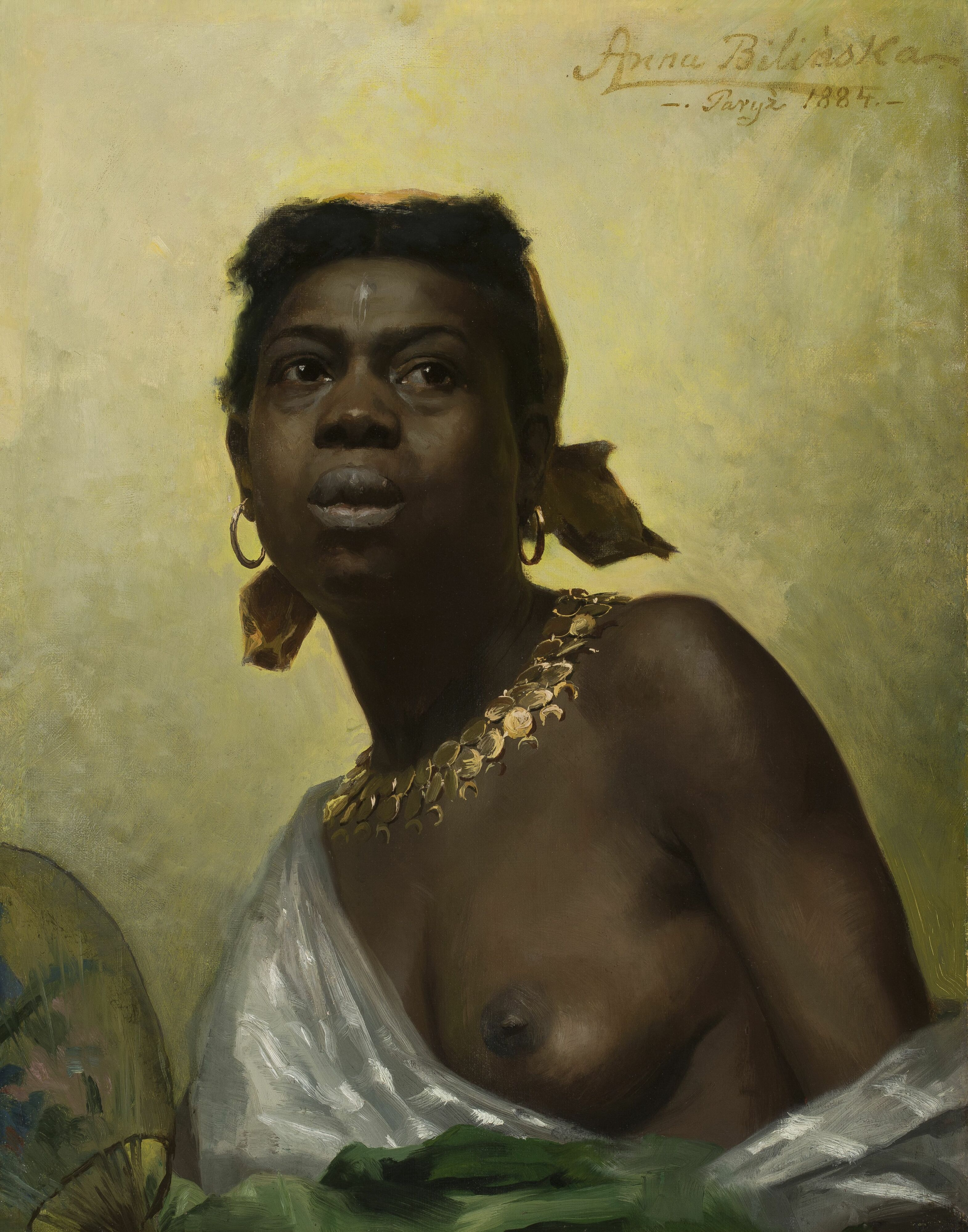
Portrait d'une femme noire, Anna Bilińska-Bohdanowicz, 1884
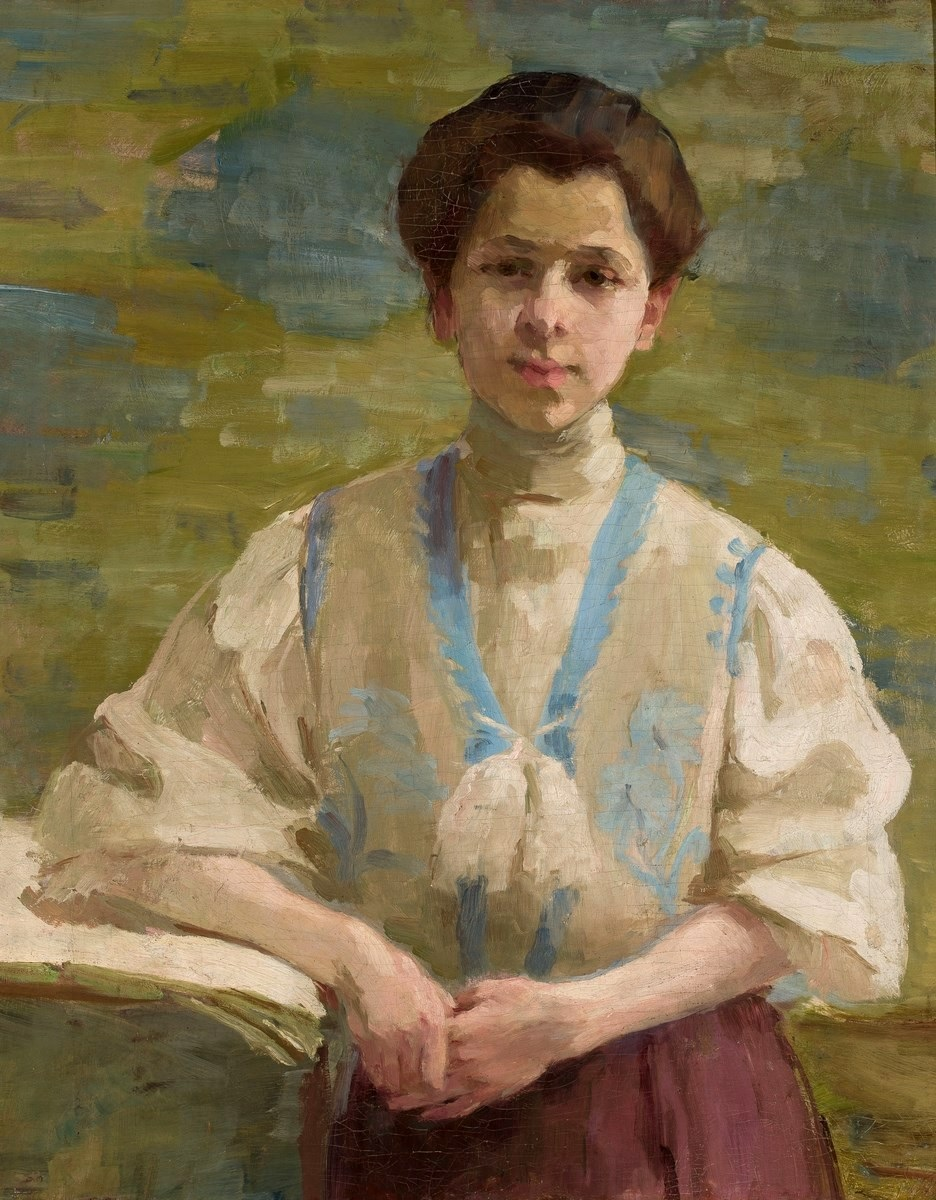
Autoportrait, Olga Boznańska, 1893
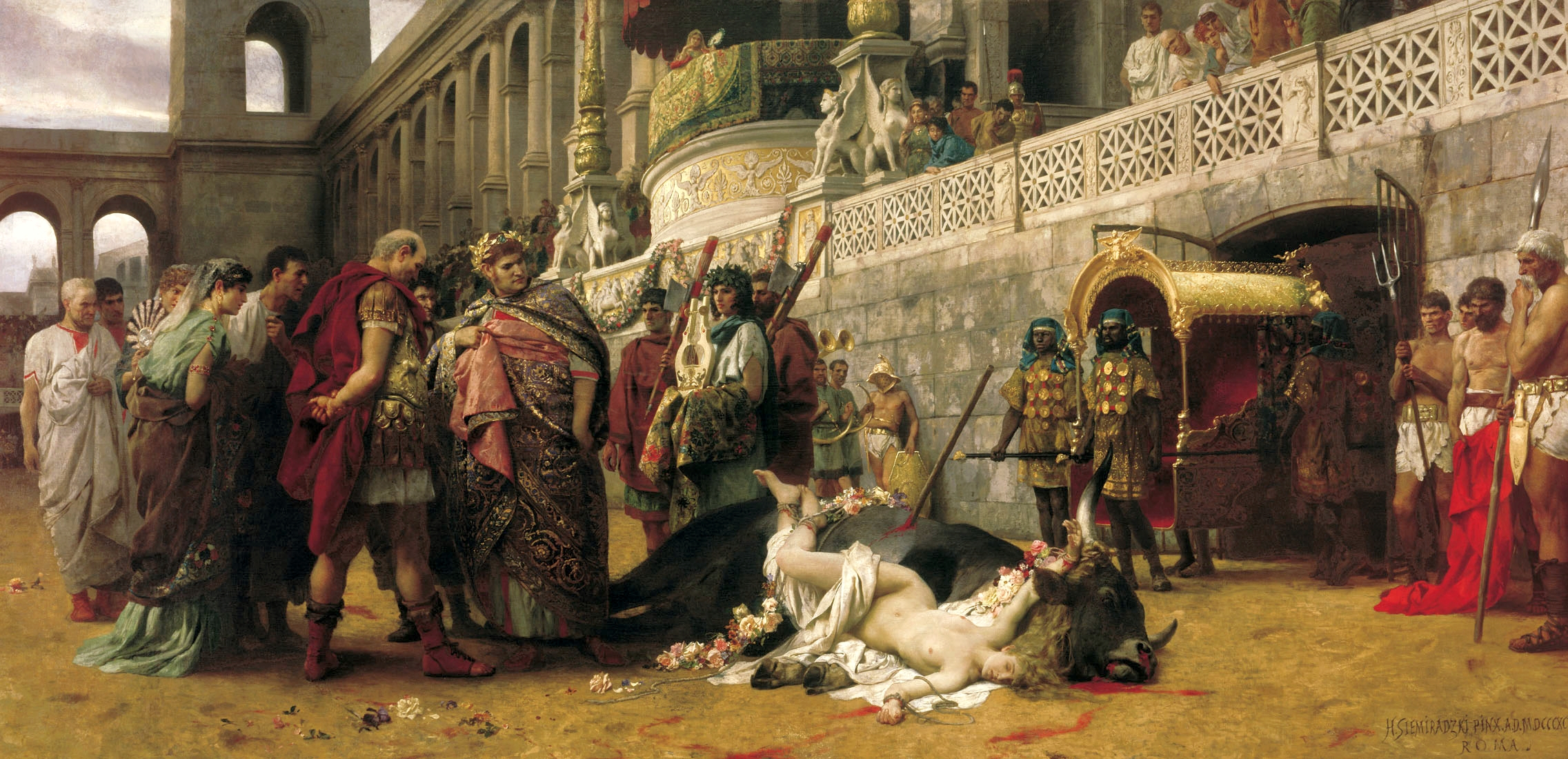
Dircé chrétienne dans le cirque de Néron, Henryk Siemiradzki,
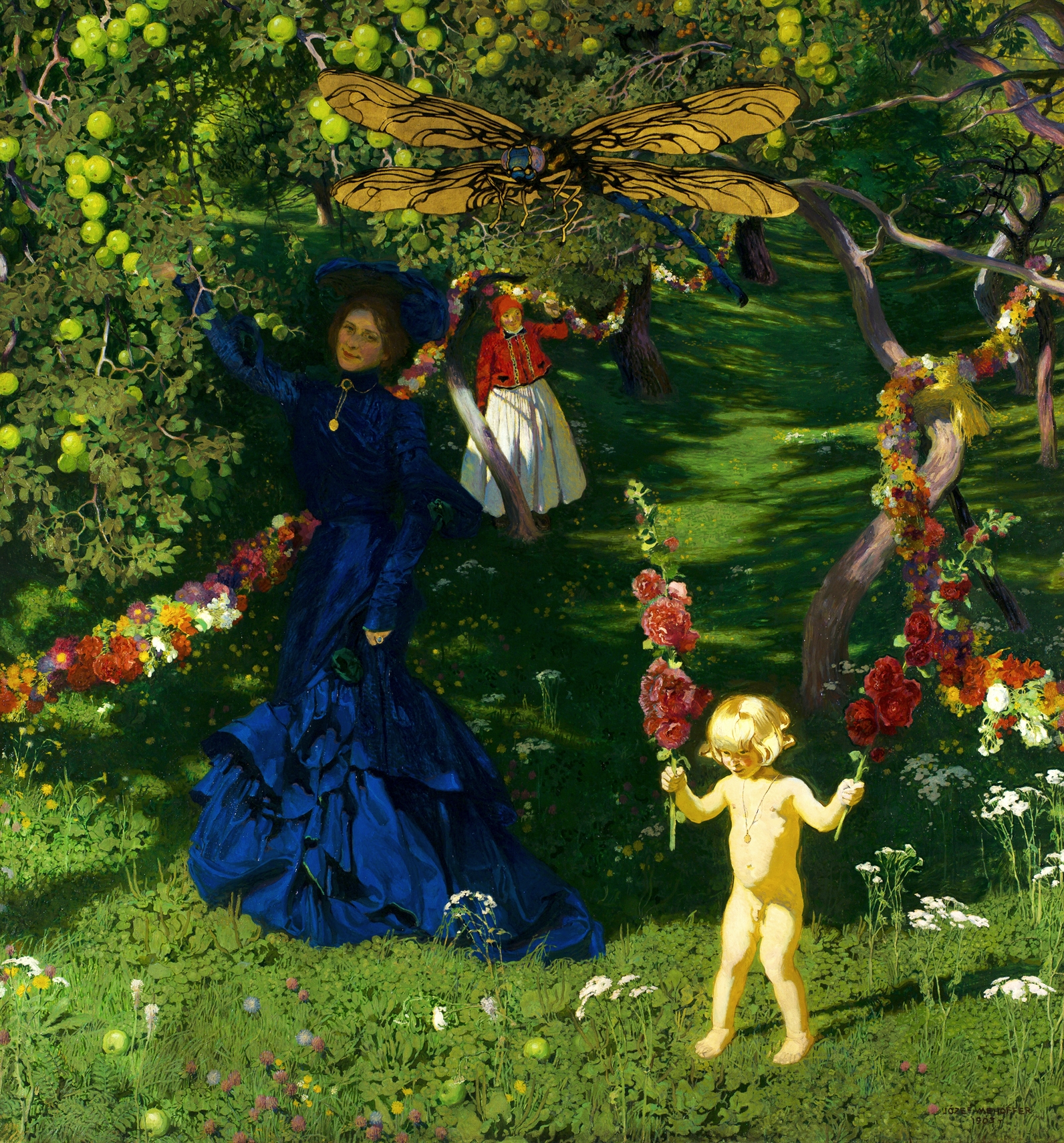
Jardin étrange, Józef Mehoffer, 1902-190
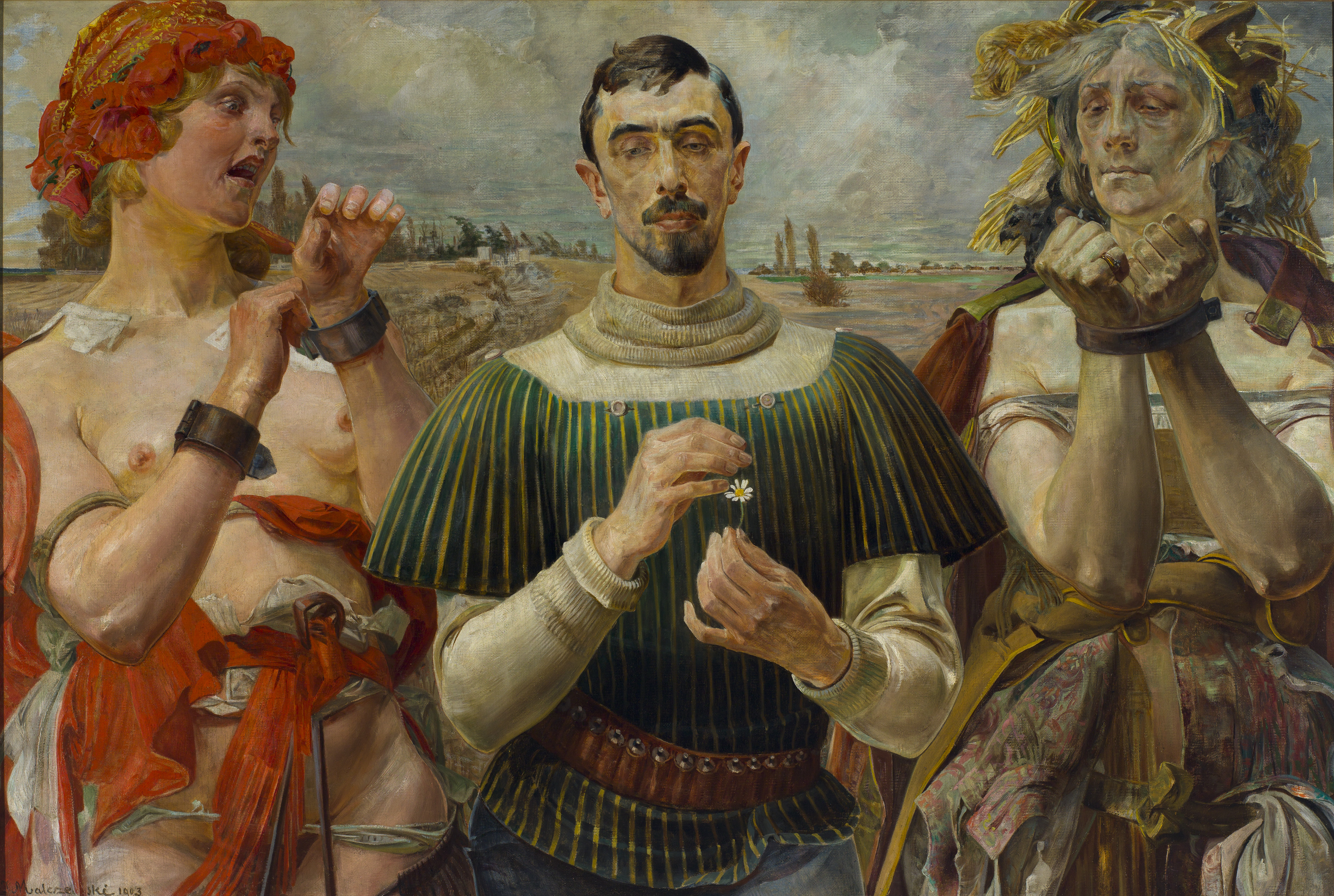
Hamlet polonais, Jacek Malczewski, 1903
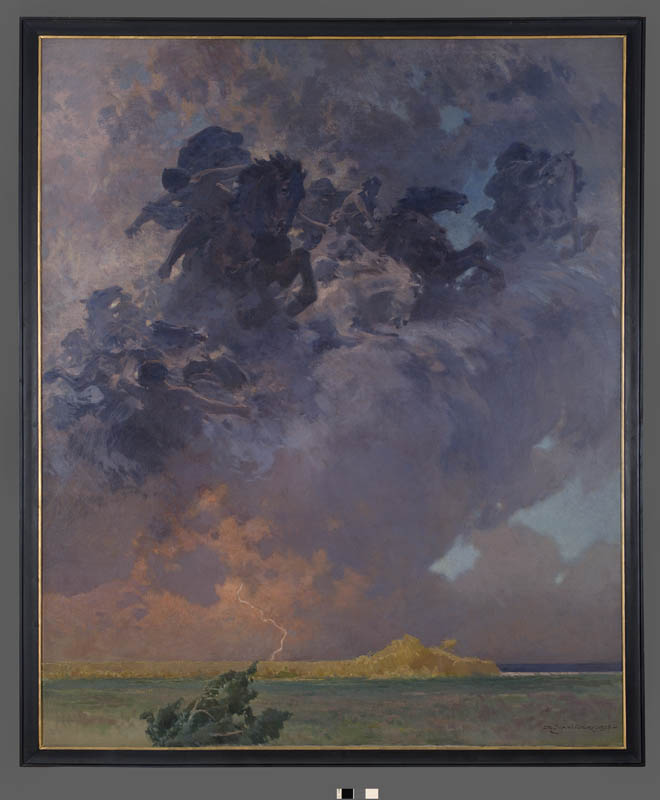
Tempête, Zdzisław Jasiński, 1925

### Sculpture

Sculpture
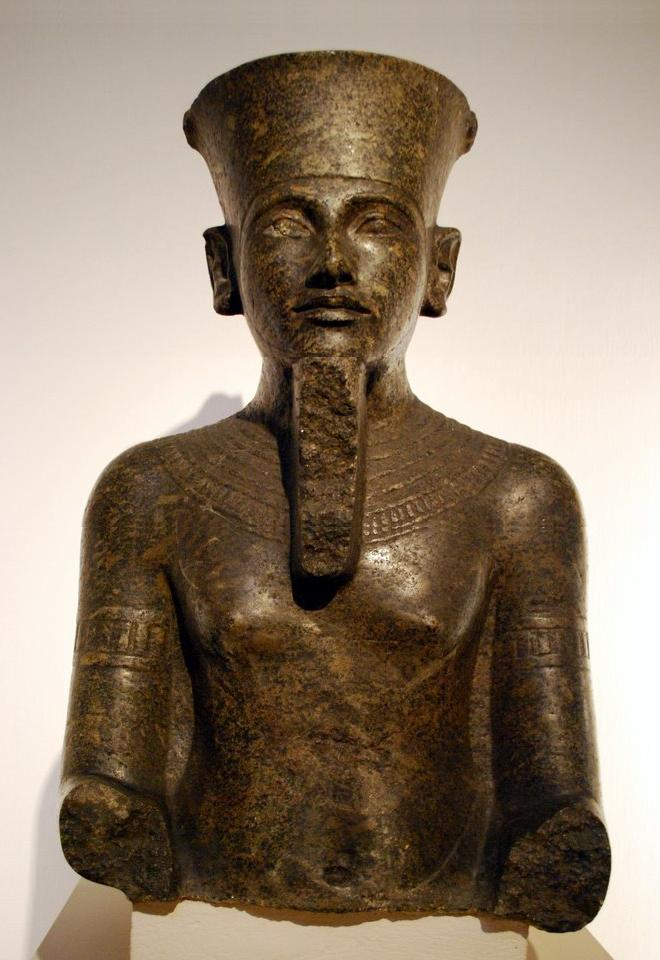
Dieu Amon, Période de Toutânkhamon
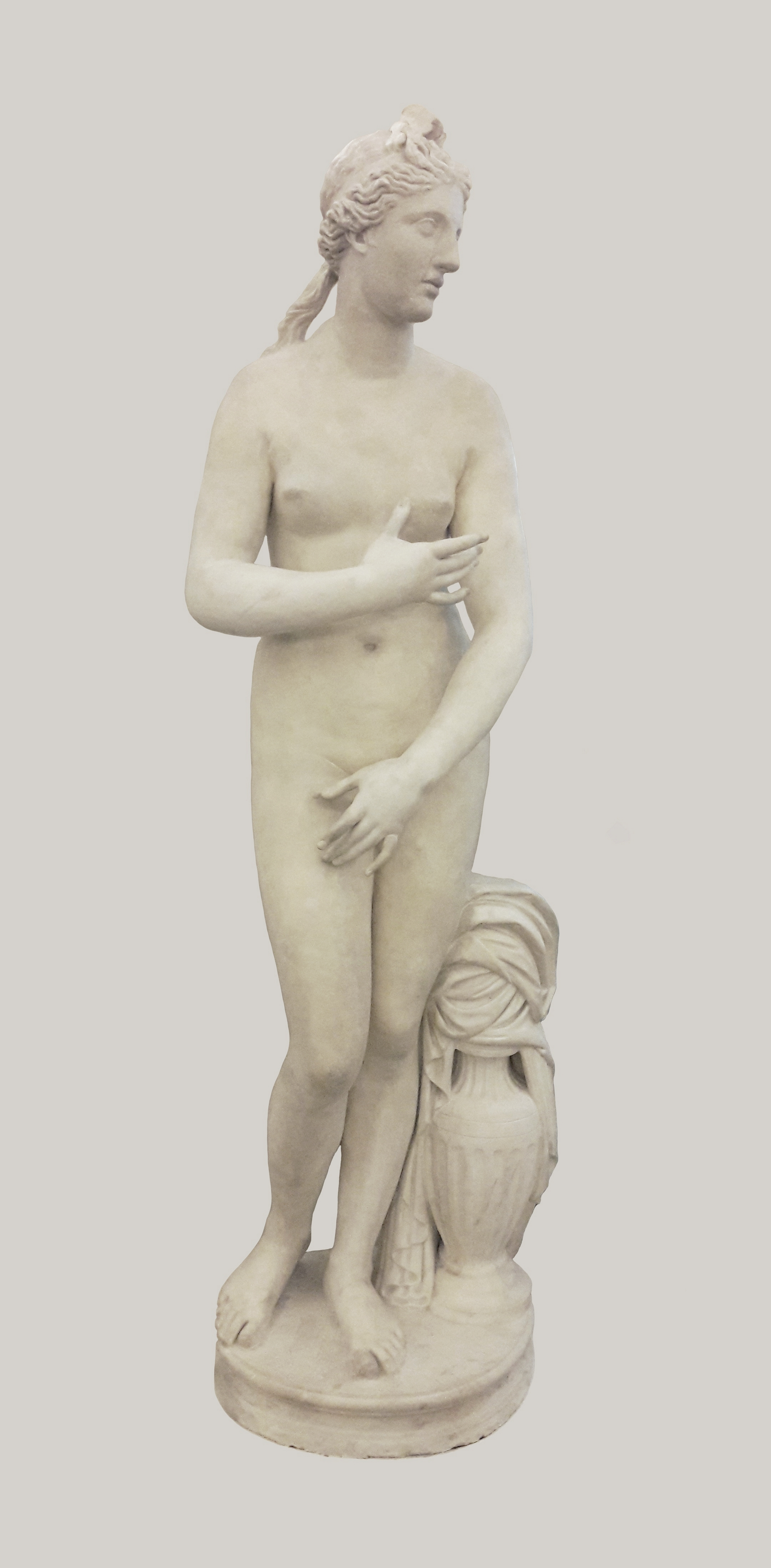
Venus pudica, Sculpteur romain d'après Praxitèle
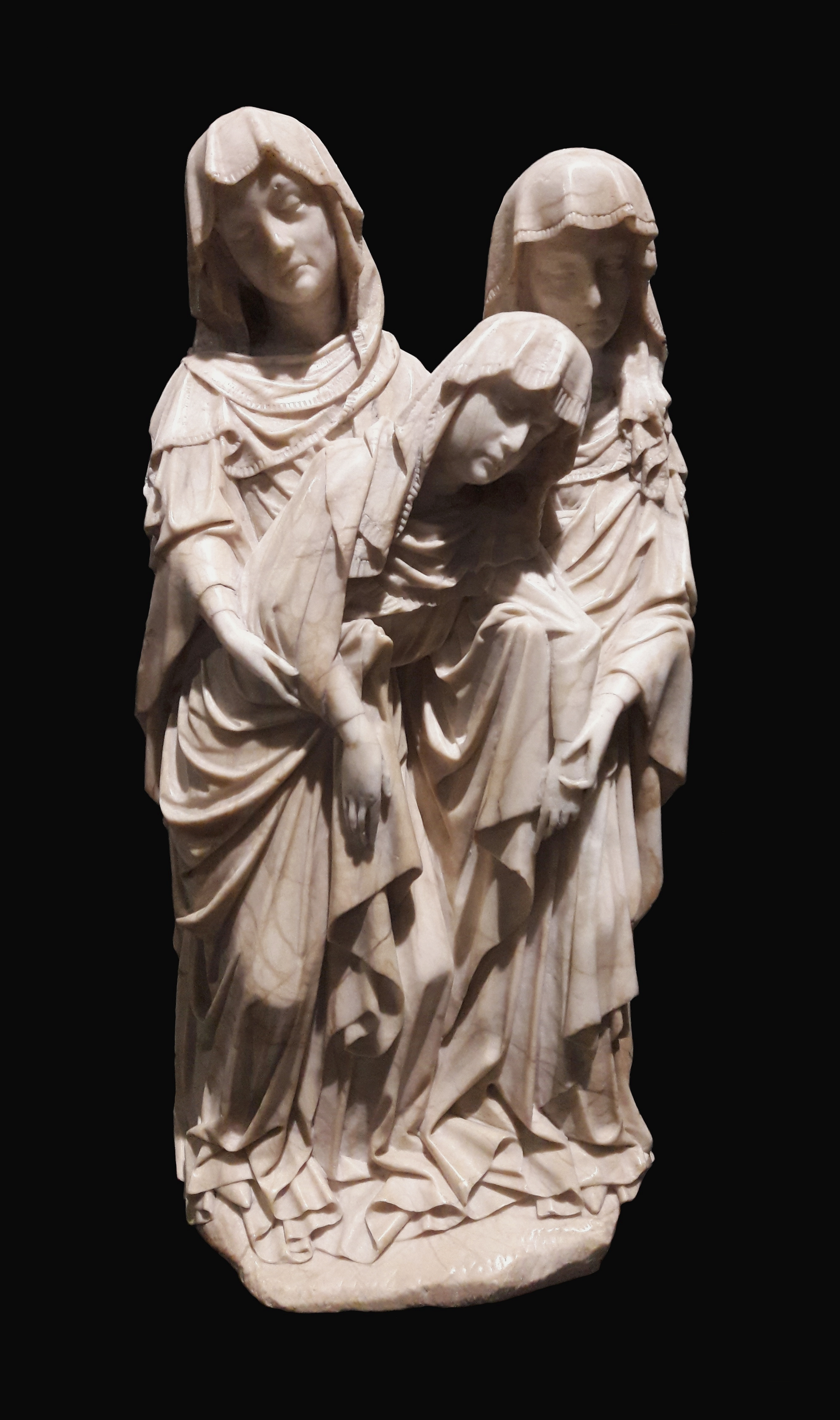
Trois Maries, Maître de la Crucifixion de Rimini
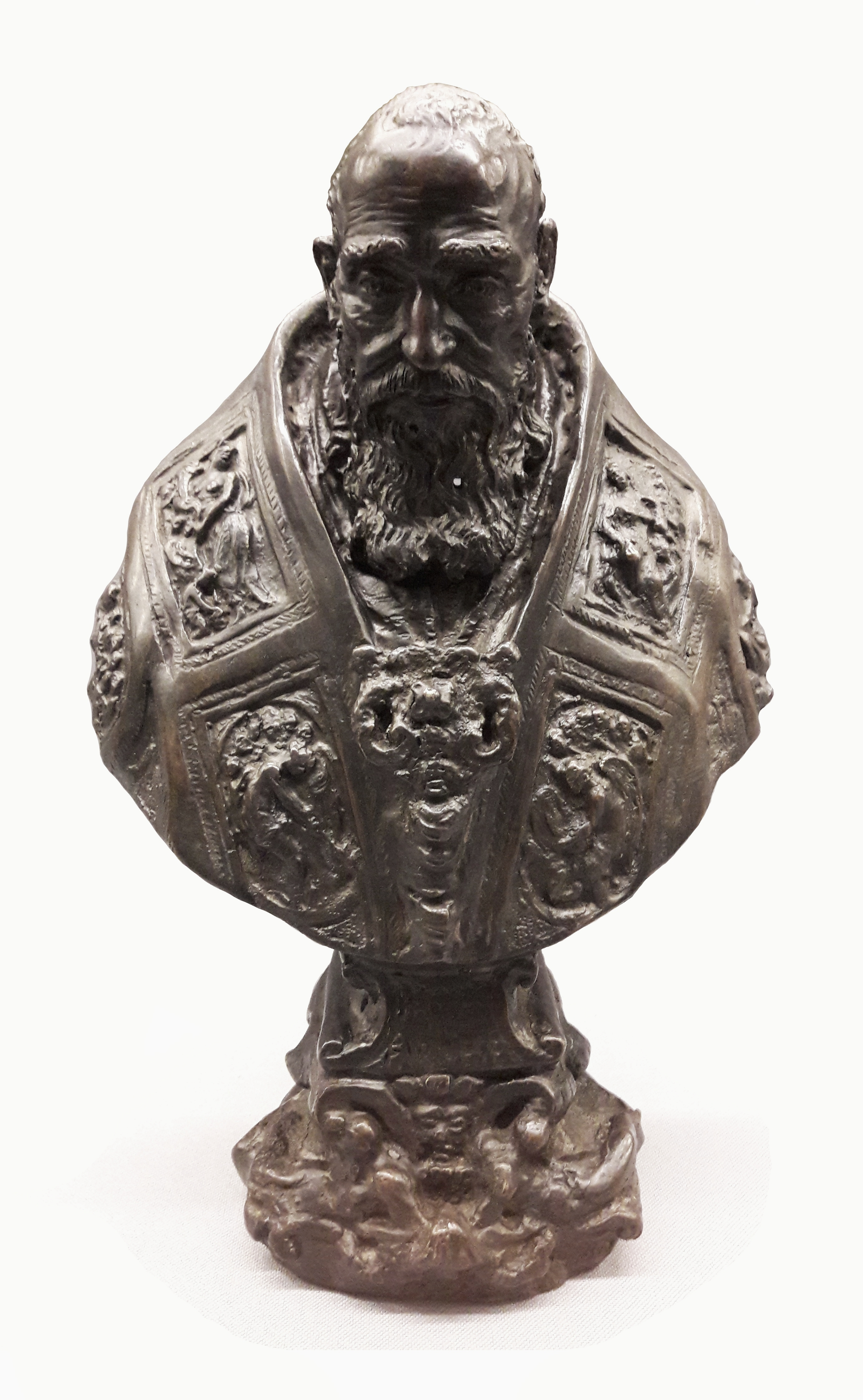
Buste du pape Paul III, Guglielmo della Porta
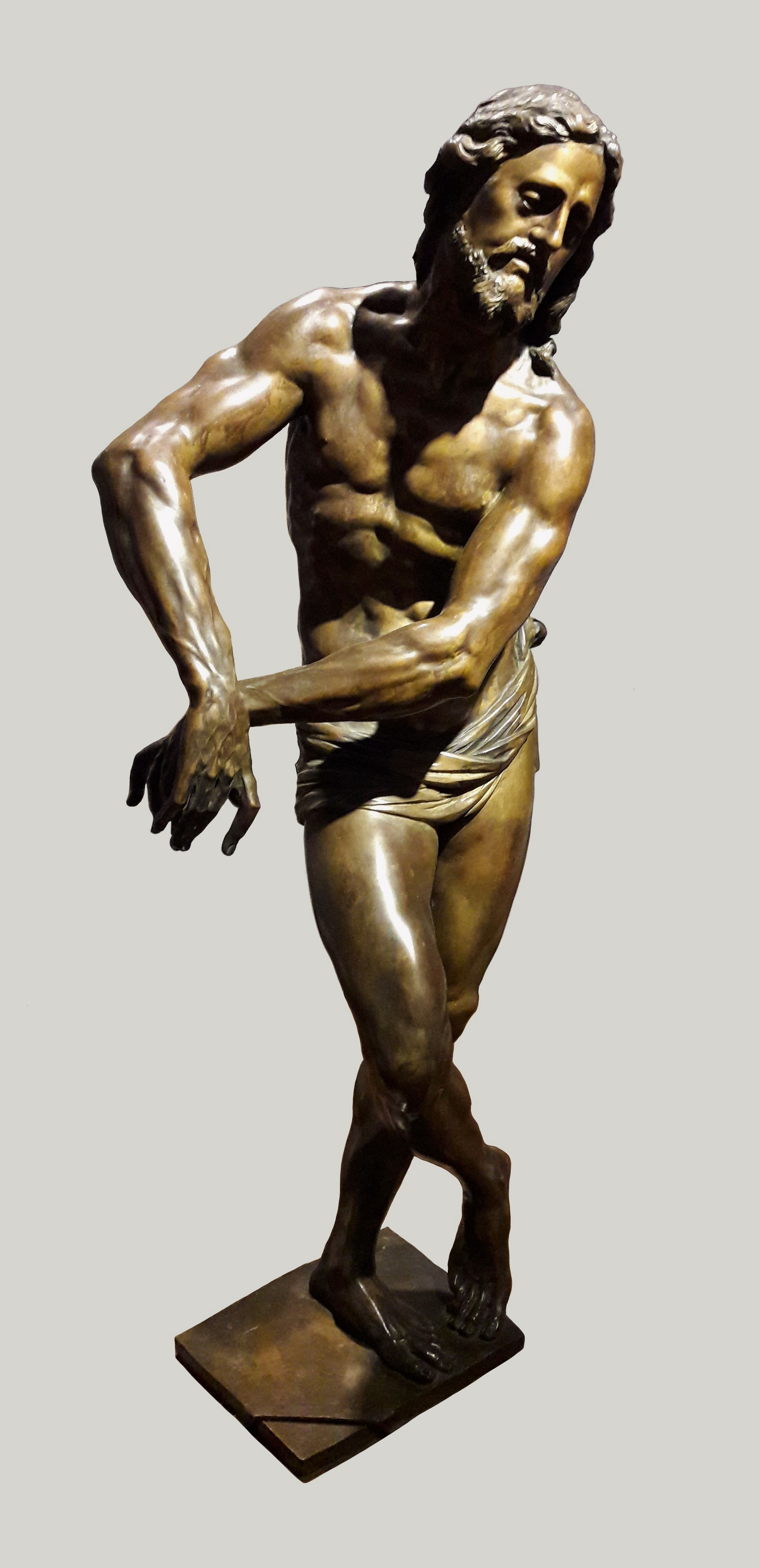
Le Christ à la colonne, Adrien de Vries
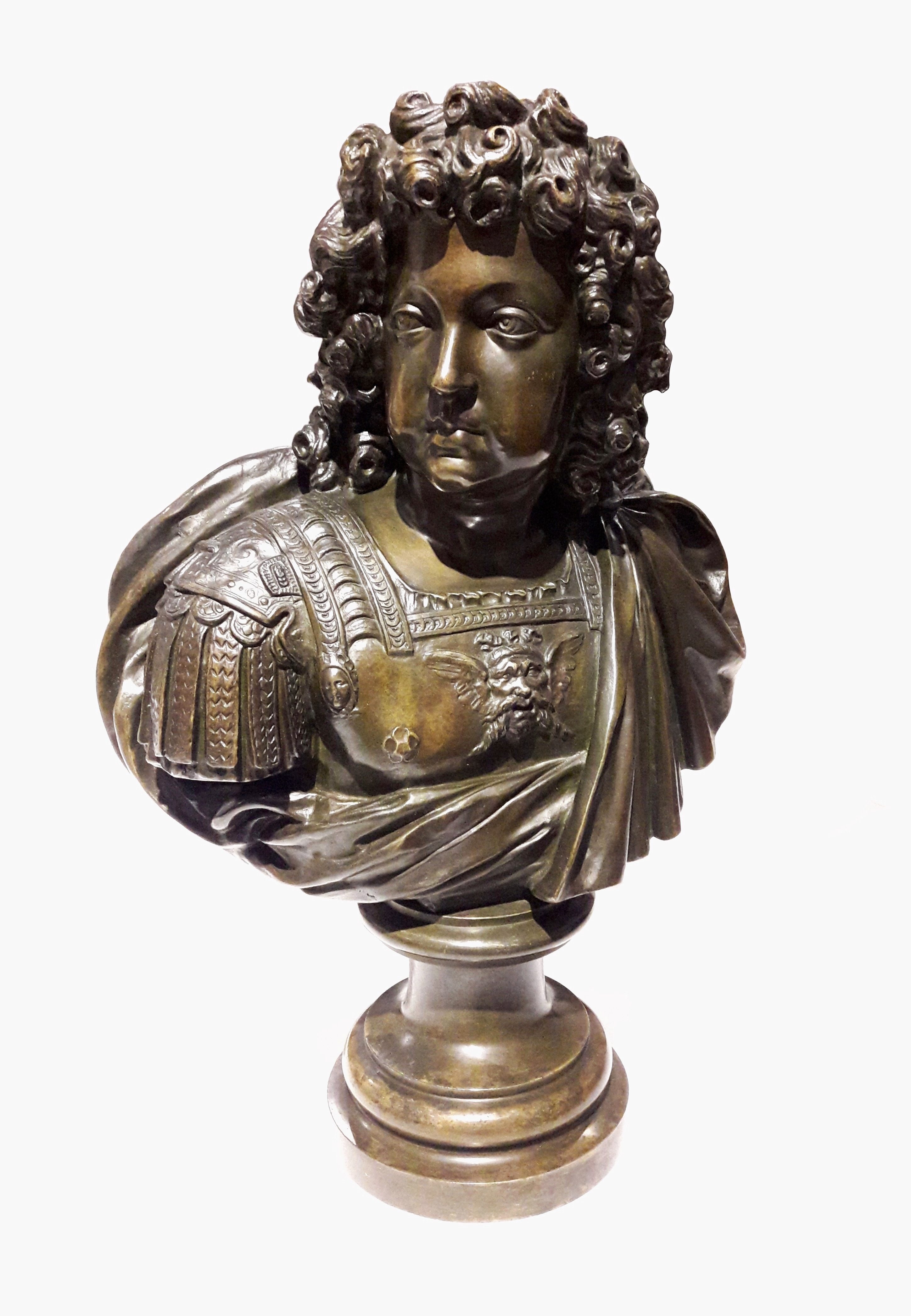
Buste de Louis XIV, Jean Varin
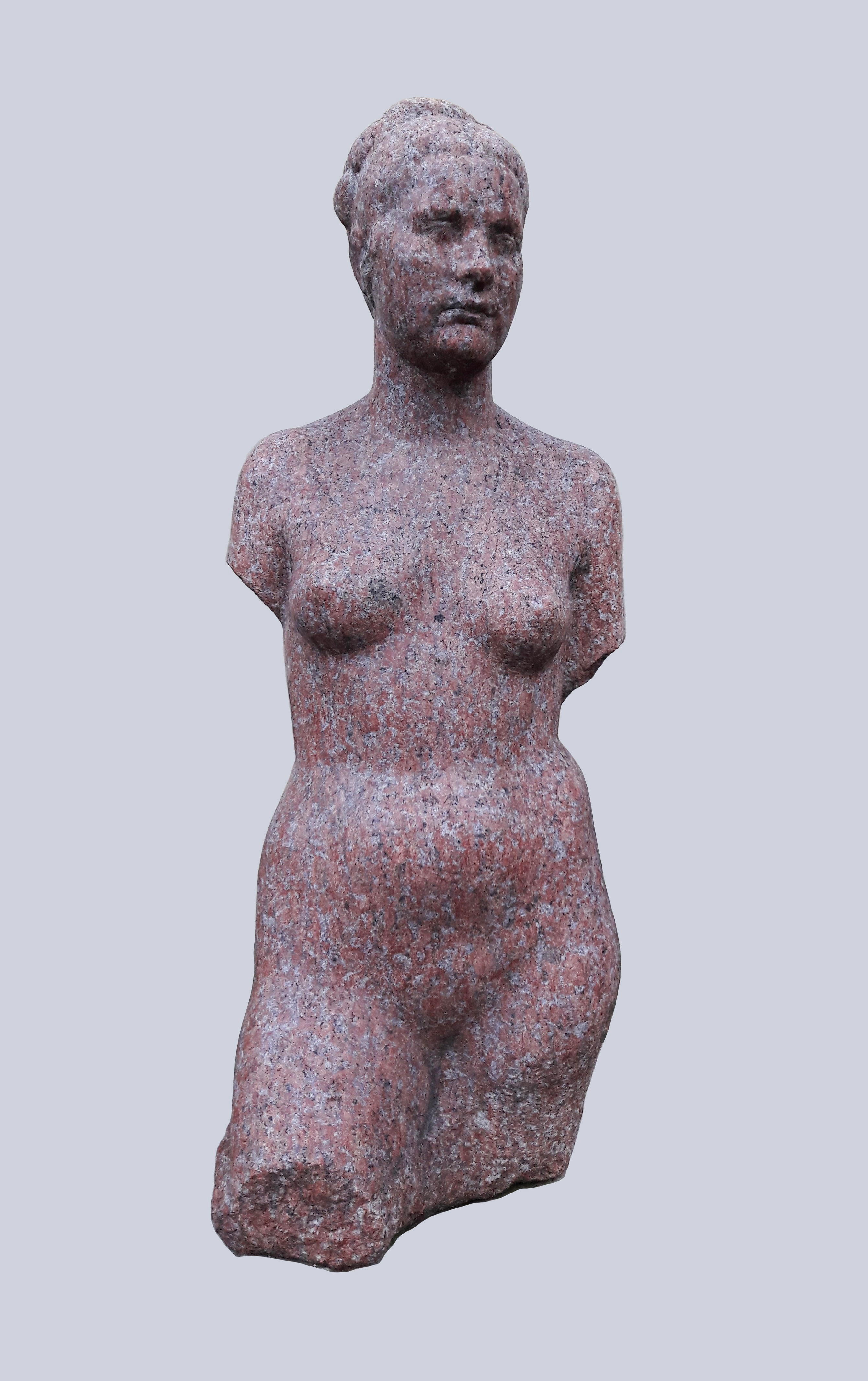
Eve, August Zamoyski

### Arts décoratifs

Arts décoratifs
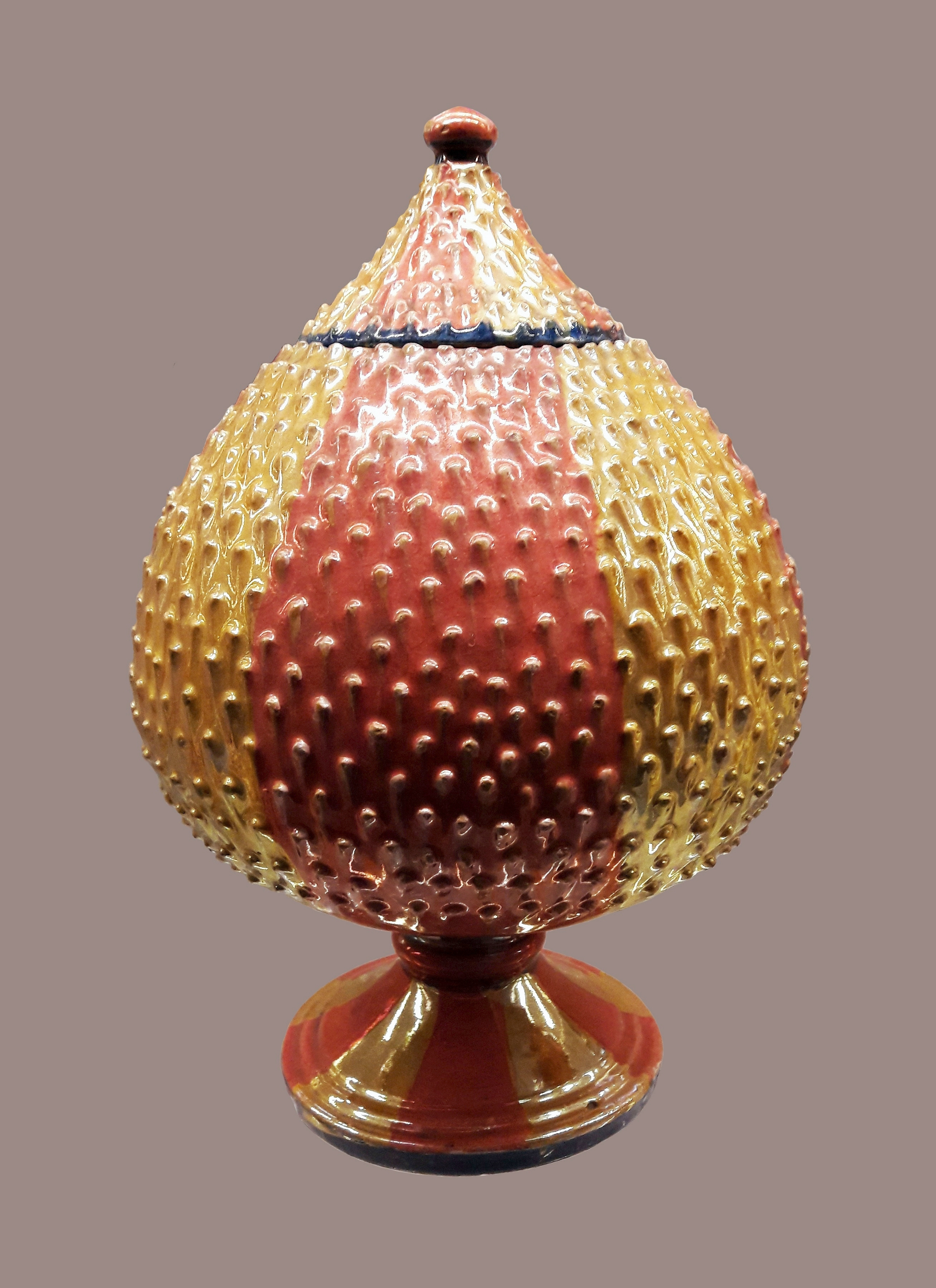
Vase en forme de pomme de pin, Atelier de Deruta
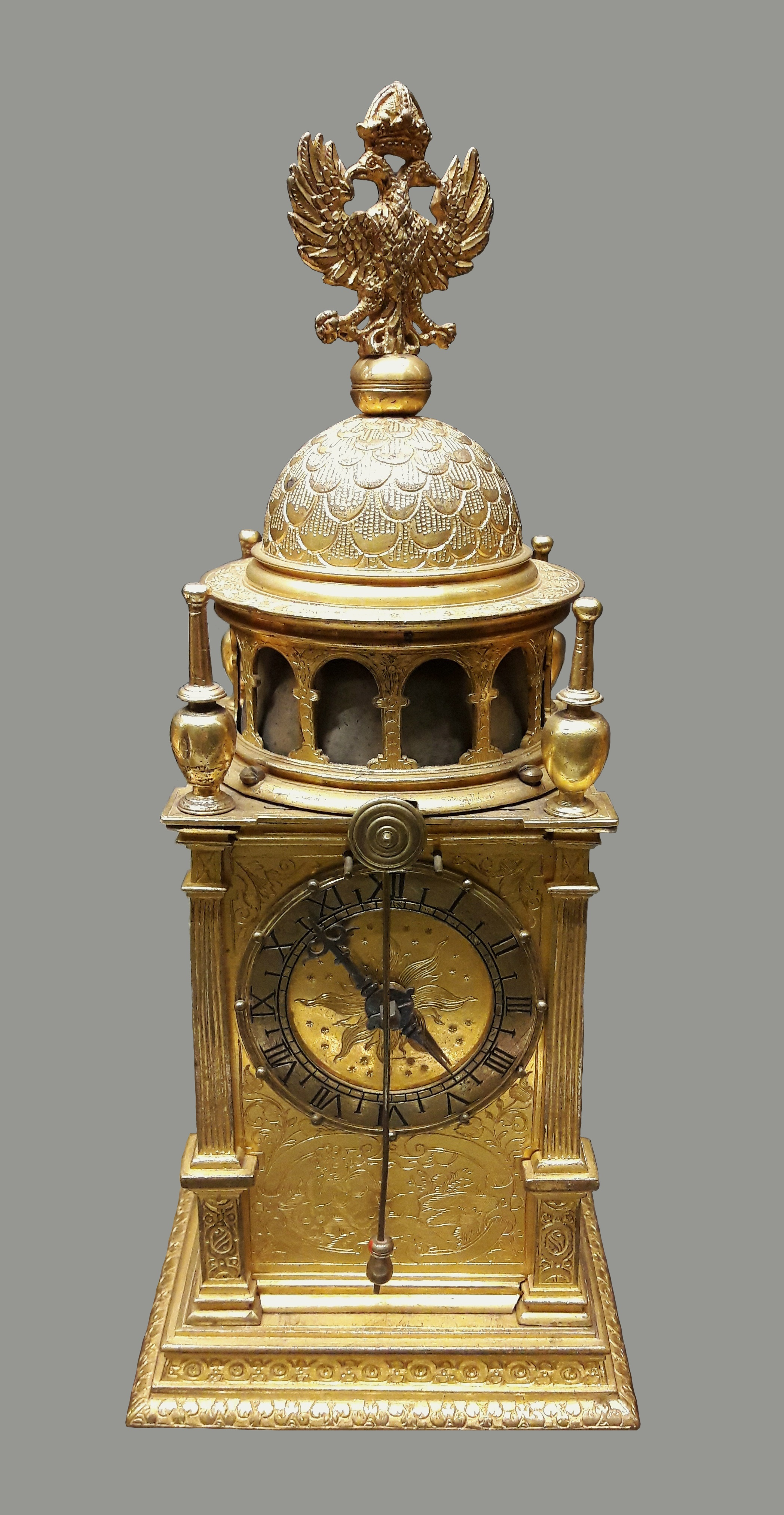
Horloge de table avec armoiries de Samuel Łaski, Atelier polonais
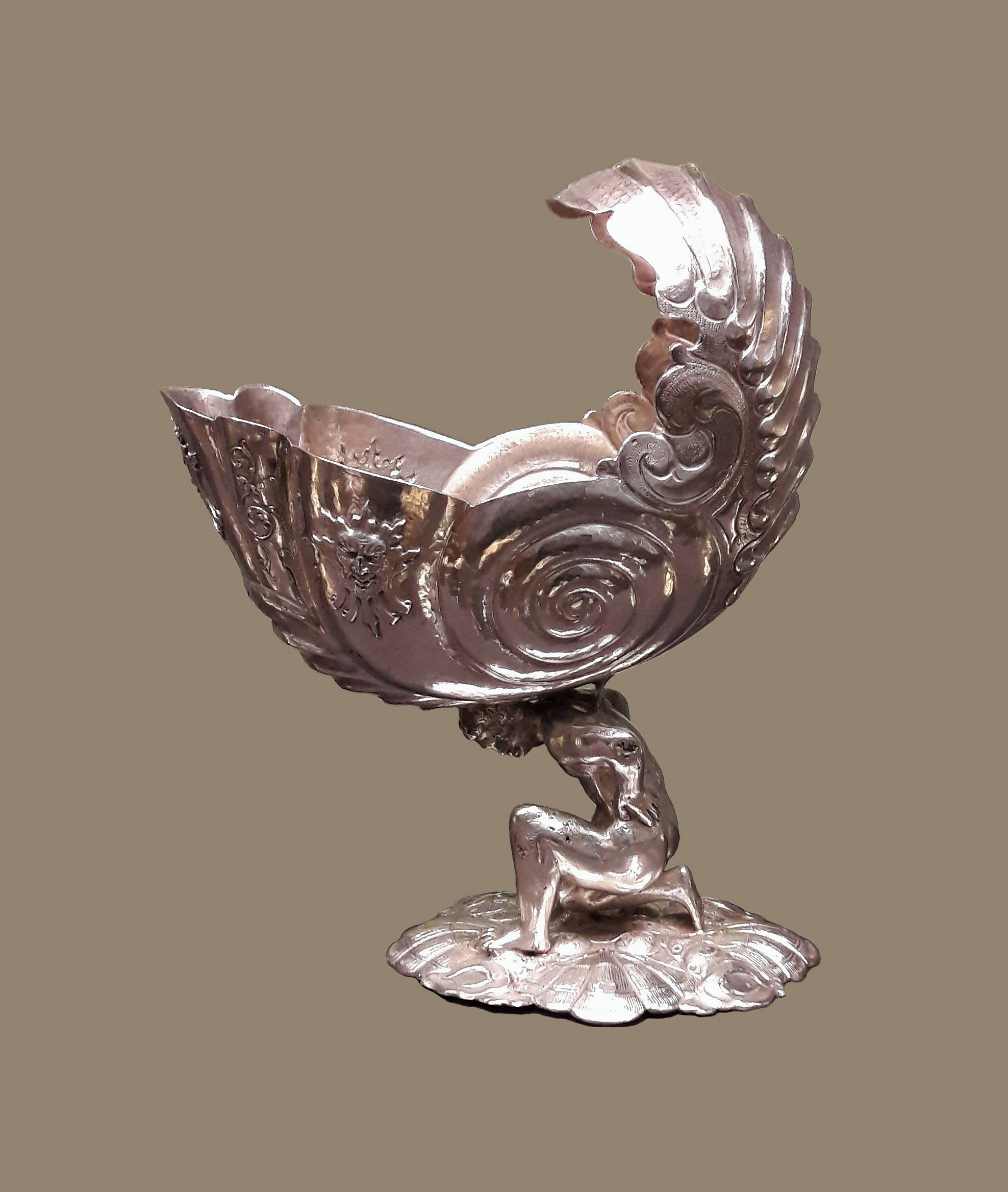
Récipient en argent en forme d'une coquille, Atelier de Padoue
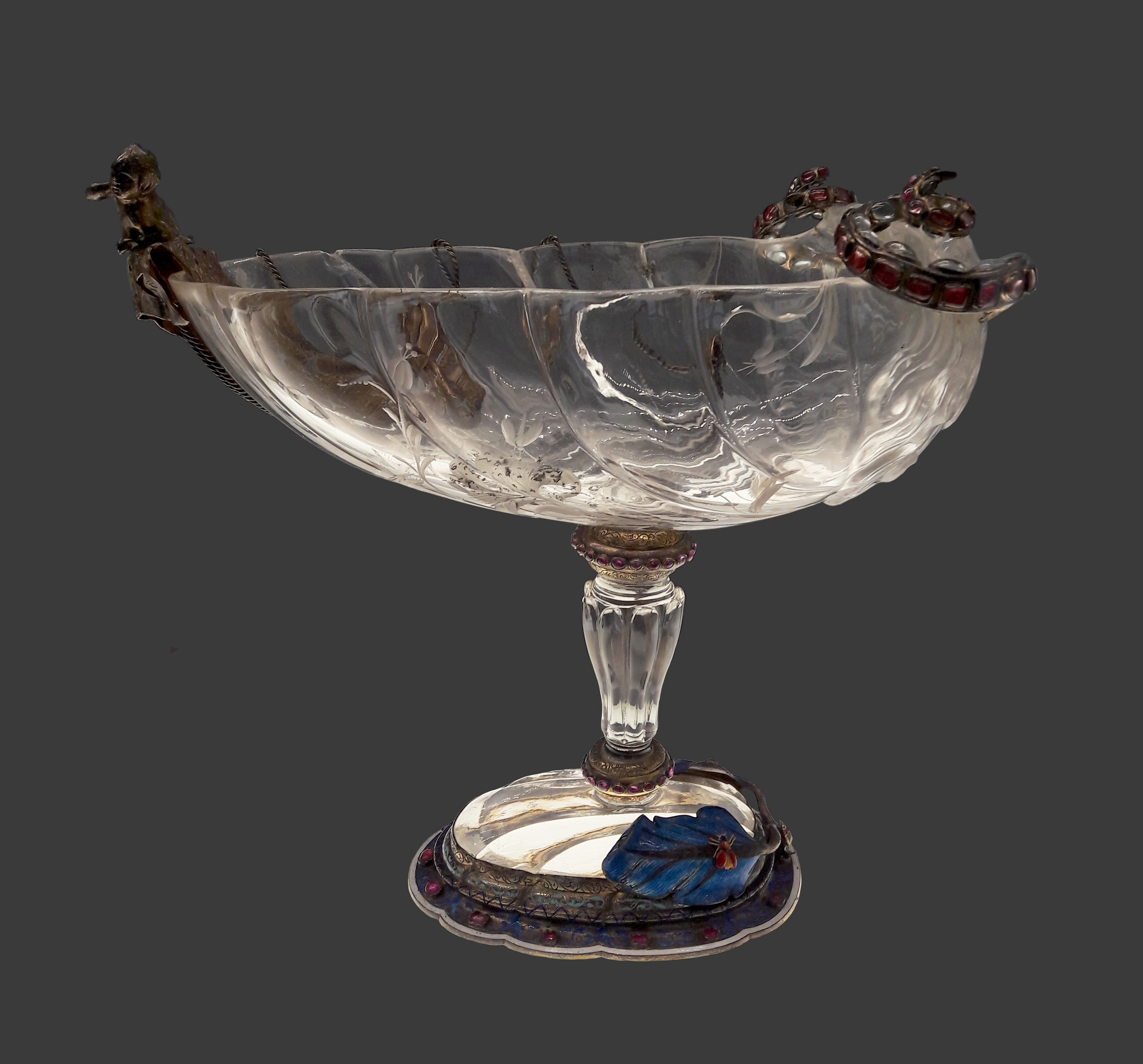
Plateau pour friandises sous la forme d'une coquille, Atelier de Milan
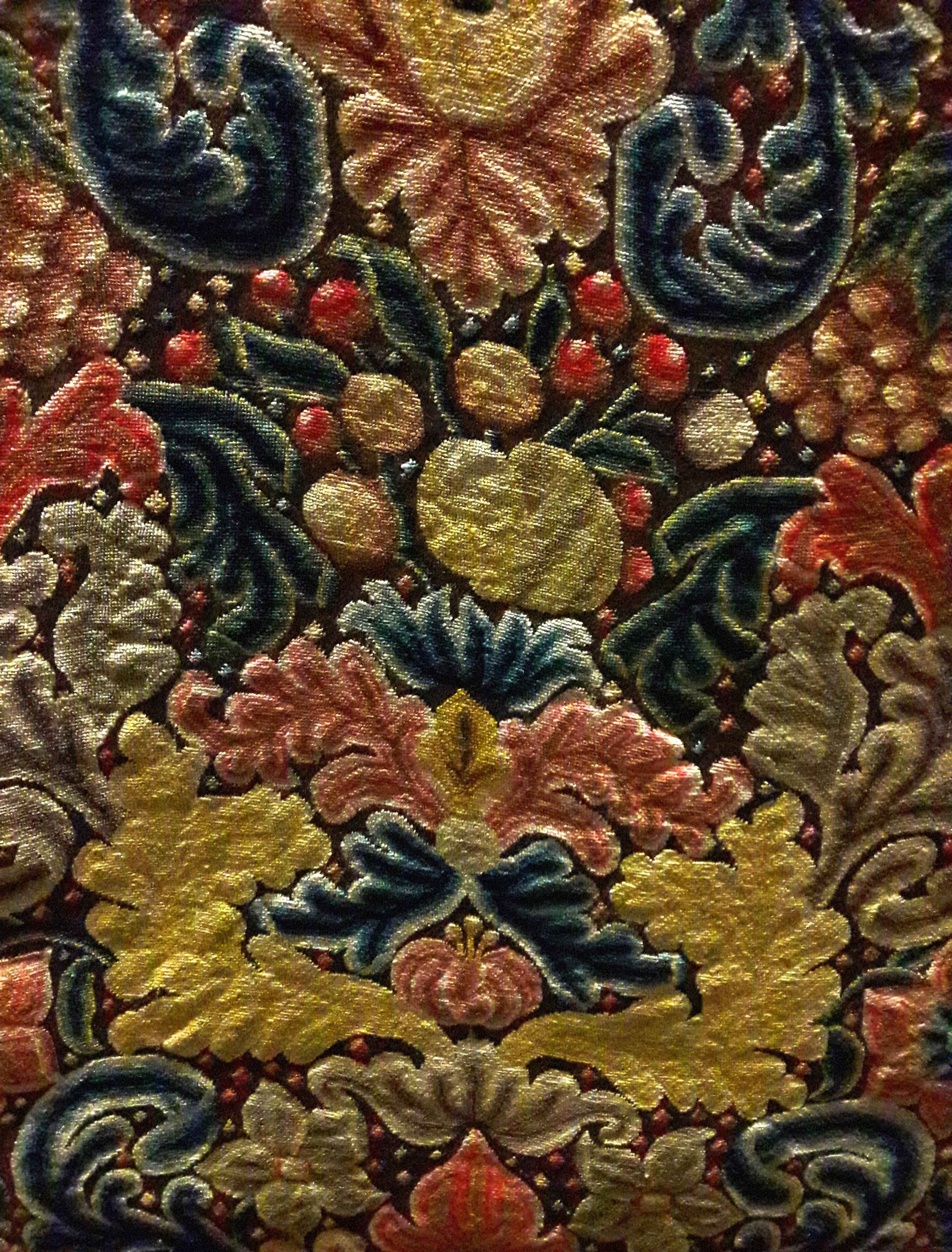
Détail de tenture avec portrait d'homme, Atelier polonais
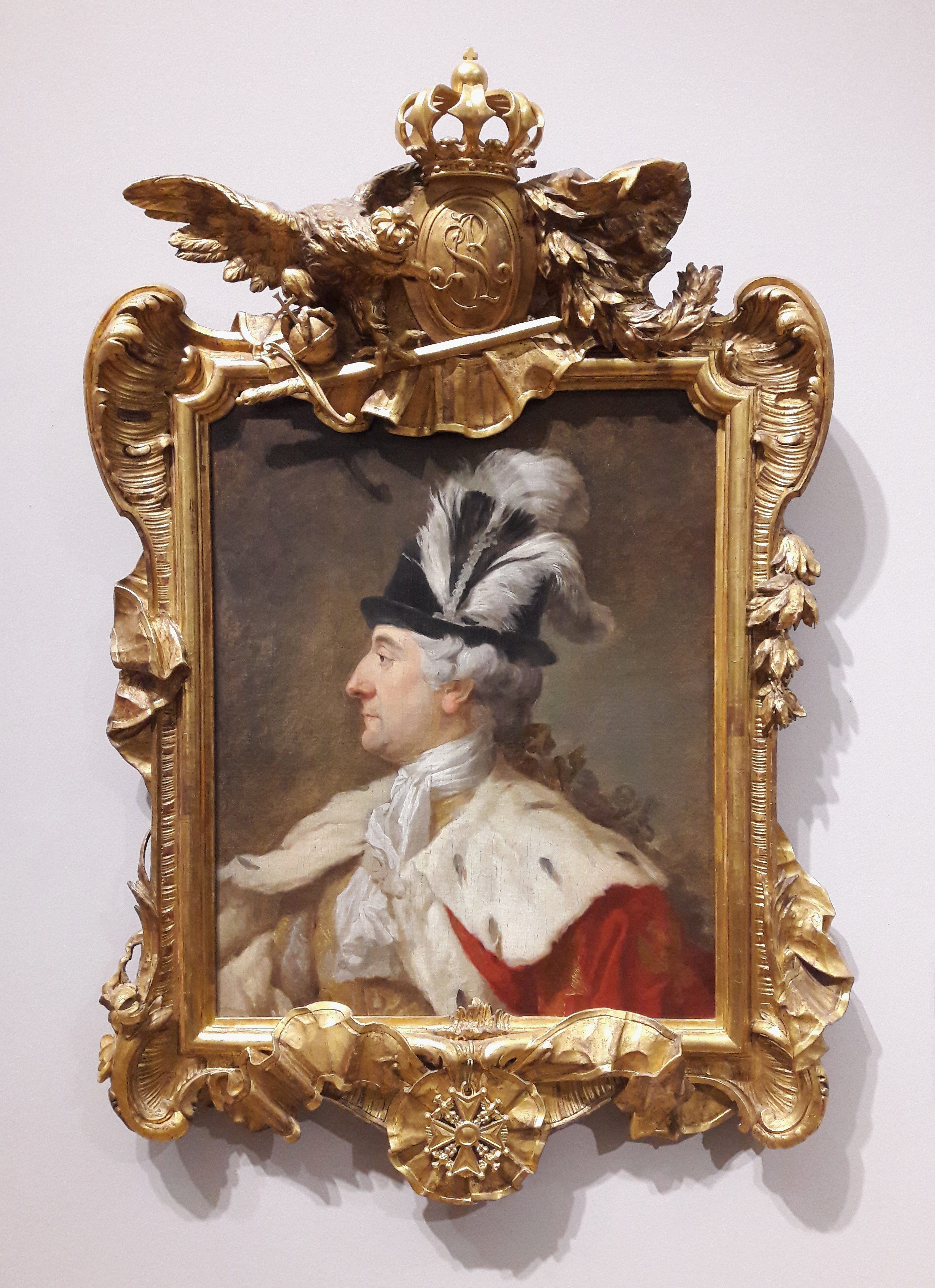
Portrait de Stanislas Auguste dans un encadrement rococo, Atelier de Varsovie